# Fidel Castro
Fidel Alejandro Castro Ruz ( audio; Birán, 13 agosto 1926 – L'Avana, 25 novembre 2016) è stato un rivoluzionario, politico e militare cubano che ha governato Cuba dal 1959 al 2008.
Protagonista della storia politica del Novecento, è stato Primo ministro di Cuba dal 16 febbraio 1959 fino all'abolizione della carica, avvenuta il 2 dicembre 1976, e successivamente, dal 3 dicembre 1976 al 18 febbraio 2008, Presidente del Consiglio di Stato e Presidente del Consiglio dei ministri, nonché Primo Segretario del Partito Comunista di Cuba.
Castro, assieme al fratello Raúl, a Ernesto Che Guevara e a Camilo Cienfuegos, fu uno dei protagonisti della Rivoluzione cubana contro il regime del dittatore Fulgencio Batista e, dopo il fallito sbarco nella baia dei Porci da parte di esuli cubani appoggiati dagli Stati Uniti, definì il carattere socialista della Repubblica di Cuba, che, secondo Castro e i suoi sostenitori, è una democrazia popolare apartitica, ma che i dissidenti e una parte degli analisti politici internazionali definiscono come regime totalitario. Violazioni consistenti dei diritti umani sono state segnalate da organizzazioni internazionali come Amnesty International e Human Rights Watch.
Ha spesso giocato un ruolo internazionale maggiore di quanto lascino supporre le dimensioni geografiche, demografiche ed economiche di Cuba, anche a causa della posizione strategica e della vicinanza geografica del Paese agli Stati Uniti. Castro è una figura molto controversa: i detrattori lo considerano un dittatore nemico dei diritti umani, mentre i suoi sostenitori lo considerano un liberatore dall'imperialismo e sottolineano i progressi sociali che egli ha promosso a Cuba.

## Biografia

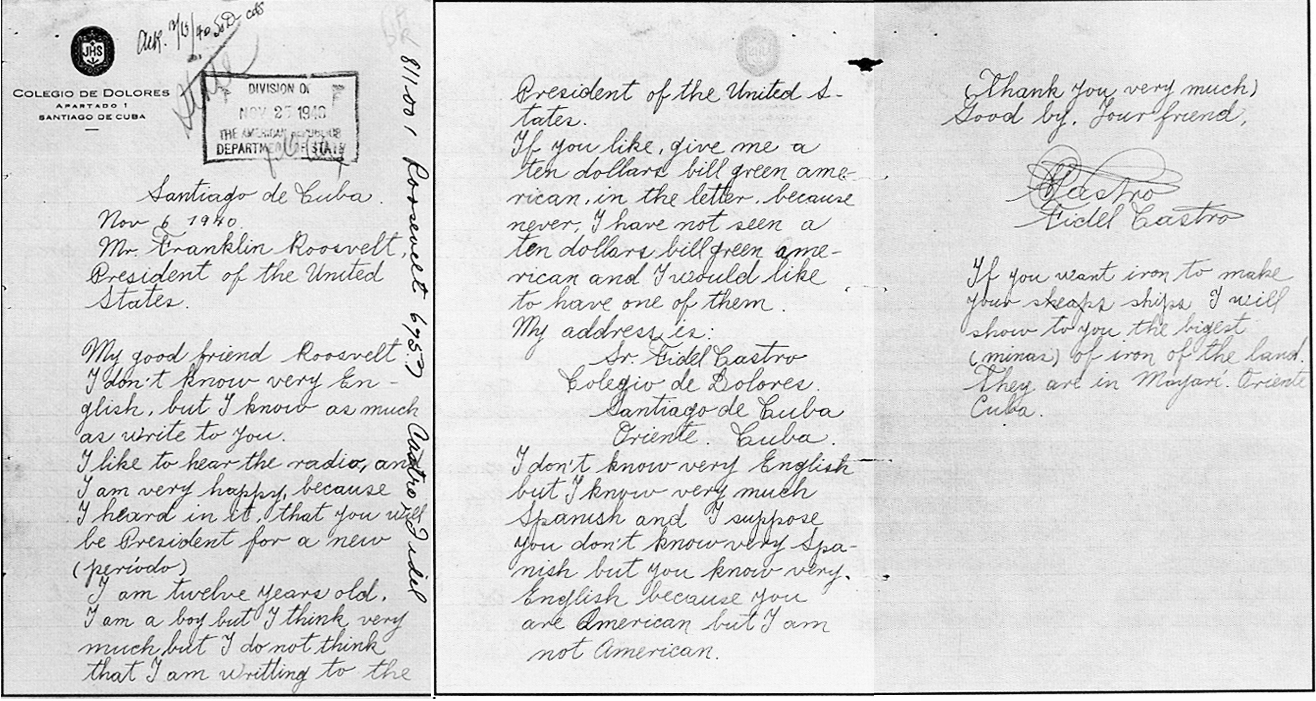
Una lettera scritta in inglese dal dodicenne Castro al presidente statunitense Franklin Delano Roosevelt

### Primi anni

#### Infanzia e istruzione
Fidel Alejandro Castro Ruz nacque a Birán, al secolo una frazione del comune di Mayarí, nell'allora provincia di Oriente (dal 1976 confluito, come comune autonomo, nella neo-costituita provincia di Holguín), il 13 agosto del 1926, terzogenito dei sette figli (tre maschi e quattro femmine) di Ángel María Bautista Castro y Argiz, un benestante proprietario terriero gallego originario di Láncara (nella provincia di Lugo), e di Lina Ruz González (1903-1963), una cubana proveniente da una modesta famiglia spagnola originaria delle isole Canarie.
Il padre, d'estrazione sociale contadina, era emigrato da giovane a Cuba, dove, nel 1895, venne coscritto nelle file dell'esercito spagnolo, al tempo impegnato su due fronti tra la guerra d'indipendenza cubana e la guerra ispano-americana, al seguito della quale gli Stati Uniti presero temporaneamente il controllo dell'isola caraibica. Al termine del conflitto, Don Ángel riuscì a far fortuna acquistando un appezzamento di terra per la coltivazione di zucchero di canna nei pressi di Birán.
Nonostante l'ottima situazione economica genitoriale, Fidel crebbe accanto ai figli della forza lavoro dell'azienda paterna, molti dei quali erano migranti economici haitiani. Questa esperienza permise a Fidel di "non assorbire la cultura borghese" fin dalla precoce età. A sei anni, Castro, insieme ai fratelli più grandi Ramón e Angela, venne mandato a vivere con il loro insegnante a Santiago di Cuba, in una dimora versante in condizioni di relativa povertà. Proprio per questo motivo venivano frequentemente saltati i pasti.
All'età di otto anni Fidel venne battezzato secondo la tradizione cattolica, anche se in seguito divenne ateo. Il battesimo permise a Castro di frequentare il collegio "La Salle" di Santiago, dove Fidel assumeva regolarmente un comportamento scorretto; per questa ragione venne trasferito al "Belen Jesuit Preparatory School", a conduzione gesuita. Nonostante Castro fosse interessato alla storia e alla geografia, non brillò negli studi: dedicava infatti gran parte del suo tempo a praticare sport.

#### Università e primo attivismo politico: 1945-1947
Alla fine del 1945 Castro iniziò a studiare giurisprudenza presso l'Università dell'Avana. Si unì al movimento di protesta studentesca; sotto i regimi dei presidenti cubani Gerardo Machado, Fulgencio Batista e Ramón Grau San Martín i manifestanti venivano repressi duramente. Il malcontento generale causato dalla violenta repressione governativa contro la protesta giovanile urbana ridusse la lotta politica a un susseguirsi di attentati e atti di banditismo. Le bande cominciarono a crescere all'interno delle università ed erano dominate da gruppi studenteschi armati che trascorrevano gran parte del loro tempo a combattere le imprese criminali.
Anti-imperialista e contrario all'intervento statunitense nei Caraibi, Castro entrò a far parte del Comitato universitario per l'indipendenza di Puerto Rico (University Committee for the Independence of Puerto Rico) e del Comitato per la democrazia nella Repubblica Dominicana (Committee for Democracy in the Dominican Republic). Durante una campagna elettorale (conclusasi negativamente) per la presidenza della Federazione degli studenti universitari (Federación Estudiantil Universitaria - FEU) presentò una piattaforma basata sull'"onestà, decenza e giustizia", sottolineando la sua opposizione alla corruzione, che associò al coinvolgimento degli Stati Uniti a Cuba.
Castro criticò la corruzione e la violenza del governo di Grau; nel novembre 1946 tenne un discorso pubblico su questo argomento, che venne pubblicato nella prima pagina di diversi giornali. Aveva contatti con molti membri di gruppi studenteschi di sinistra - tra cui il Partito Socialista Popolare (PSP), il Movimento rivoluzionario socialista (Movimiento Socialista Revolucionaria – MSR) e l'Unione rivoluzionaria insurrezionale (Unión Insurrecional Revolucionaria – UIR). In particolare era molto vicino a quest'ultimo movimento, ma non si sa con certezza se ne facesse parte.
Nel 1947 Castro si unì a un nuovo gruppo socialista, il Partito del popolo cubano (Partito Ortodosso), fondato dal carismatico politico veterano Eduardo Chibás (1907-1951), che lottava nel nome della giustizia sociale e della libertà politica, per un governo onesto. Anche se Chibás perse le elezioni, Castro continuò a militare nel partito. La violenza studentesca aumentò dopo che Grau impiegò i leader delle bande come poliziotti. Fidel ricevette minacce di morte; inizialmente spinto a lasciare l'università, decise alla fine di continuare gli studi, armandosi di una pistola e circondandosi di amici armati. Negli anni successivi Castro venne accusato di avere attentato alla vita di alcuni membri di gang dell'epoca, come Lionel Gómez (UIR), Manolo Castro (leader dell'MSR) e Oscar Fernandez (poliziotto universitario); le accuse non vennero però mai dimostrate.

#### Ribellioni in America Latina: 1947-1948
Nel giugno del 1947 Castro apprese di una spedizione programmata per rovesciare la giunta militare dominicana di destra di Rafael Leónidas Trujillo. Considerato dall'opinione pubblica un feroce dittatore, Trujillo si serviva di una violenta polizia segreta che uccise e torturò molteplici oppositori politici. Diventando presidente del Comitato universitario per la democrazia nella Repubblica Dominicana, Castro decise di aderire alla spedizione, guidata dal generale dominicano esiliato Juan Rodríguez. La missione ebbe inizio a Cuba, il 29 luglio 1947, e fu realizzata da circa 1 200 uomini, la maggior parte dei quali erano cubani o esiliati dominicani. Tuttavia i governi dominicani e statunitensi erano a conoscenza dell'insurrezione e riuscirono velocemente ad annullare il progetto rivoluzionario. Il governo di Grau arrestò molte persone coinvolte; Castro riuscì però a scappare dall'arresto saltando fuori dalla sua fregata e nuotando a riva durante la notte.
La fallita missione favorì l'opposizione di Castro all'amministrazione di Grau; tornando a L'Avana ricoprì un ruolo di primo piano nelle proteste studentesche contro l'uccisione di un allievo di scuola superiore commesso da guardie del corpo governative. Le proteste, accompagnate da una repressione imposta dagli USA contro i movimenti comunisti insurrezionali, portarono a scontri violenti tra i manifestanti e la polizia nel febbraio 1948, quando Fidel venne violentemente picchiato. Da quel momento in poi i discorsi pubblici di Castro assunsero un'inclinazione decisamente di sinistra, condannando le disuguaglianze sociali ed economiche cubane, allontanandosi dalle sue vecchie critiche pubbliche, incentrate sulla condanna della corruzione e dell'imperialismo statunitense.
Dopo una rapida visita in Venezuela e a Panama, il 31 marzo 1948 Castro arrivò nella città di Bogotà, in Colombia, dove si svolgeva la Conferenza Pan-Americana. Il gruppo di studenti guidati da Fidel, insieme ad altri, tentarono di organizzare una conferenza opposta a quella citata in precedenza, nota nei paesi anglosassoni come 1948 Pan-American Students Conference, sponsorizzata da Juan Domingo Perón. Castro rimase in contatto con Jorge Eliécer Gaitán e altri studenti per organizzare una manifestazione al termine della quale Gaitán doveva tenere un discorso. Era inoltre previsto un incontro tra Castro e Gaitán per il 9 aprile, alle 14:00; l'incontro non ebbe luogo a causa dell'assassinio del leader liberale. La sua morte provocò un periodo di violenti proteste, conosciute come Bogotazo. 
A fianco dei suoi compagni cubani, Castro si unì alla causa liberale rubando delle armi da una stazione di polizia, ma le successive indagini stabilirono che né Castro né altri suoi compagni cubani erano stati coinvolti negli scontri.

#### Matrimonio e marxismo: 1948-1950
Quando ritornò a Cuba, Castro divenne una figura chiave delle proteste contro la decisione governativa di introdurre il pagamento del servizio degli autobus, utilizzato principalmente da studenti e lavoratori. Nel 1948 sposò Mirta Díaz Balart, una studentessa di una ricca famiglia attraverso la quale Fidel venne esposto allo stile di vita dell'élite cubana. Il rapporto venne criticato e ostacolato da entrambe le famiglie. Il padre di Mirta offrì comunque agli sposi decine di migliaia di dollari da spendere in una luna di miele della durata di tre mesi a New York; la coppia ricevette inoltre un dono di nozze consistente in 1 000 dollari statunitensi da Fulgencio Batista, amico della famiglia di Mirta.
Nello stesso anno Grau decise di non ricandidarsi alle elezioni, vinte dal nuovo candidato del Partito Autentico, Carlos Prío Socarrás. Successivamente ebbero luogo vaste proteste, causate dall'assassinio da parte dell'MSR (Movimento rivoluzionario socialista), diventato alleato della polizia, di Justo Fuentes, cubano nero autodidatta nonché importante membro dell'UIR (Unione rivoluzionaria insurrezionale) e amico di Castro. In risposta, Prío acconsentì a reprimere le bande, ma si rese presto conto che esse erano diventate troppo potenti per essere controllate.
Castro mutò nuovamente la sua concezione politica, influenzato dagli scritti di Karl Marx, Friedrich Engels e Vladimir Lenin. A questo punto, secondo Fidel, il problema della repubblica cubana non era più la corruzione dei politici, ma la società capitalista o, meglio, la "dittatura della borghesia". Adottando l'idea marxista, sostenendo quindi che un cambiamento politico significativo potesse essere determinato solo da una rivoluzione del proletariato, Castro visitò i quartieri più poveri de L'Avana, verificando le disuguaglianze sociali e razziali della nazione, e divenne attivo nel Comitato dell'Università per la lotta contro la discriminazione razziale (University Committee for the Struggle against Racial Discrimination).
Nel settembre 1949 Mirta diede alla luce un figlio, Fidelito; per questo motivo la coppia si trasferì in un appartamento più grande nella capitale cubana. Castro continuò a rischiare la vita, rimanendo attivo nella politica della città e aderendo al Movimento del 30 settembre (September 30 Movement), che includeva sia i comunisti che i membri del Partito Ortodosso. Lo scopo del gruppo era quello di opporsi all'influenza delle bande violente all'interno dell'università; come già accennato, infatti, Prío non era riuscito a controllare la situazione. Il 13 novembre Castro tenne un discorso in cui denunciò le trattative segrete del governo con le bande universitarie ed elencò i membri chiave del movimento. L'orazione attirò l'attenzione della stampa nazionale e fece infuriare le bande universitarie; Castro decise allora, per evitare possibili ripercussioni, di nascondersi prima in campagna e migrare poi negli Stati Uniti.
Ritornando a L'Avana diverse settimane dopo, Castro si concentrò sugli studi universitari, laureandosi in legge nel settembre del 1950.

#### Carriera in diritto e politica: 1950-1952
Castro fondò uno studio legale con due colleghi di sinistra, Jorge Azpiazu e Rafael Resende; il tema principale era affermare i diritti dei cubani più poveri. Ben presto però ci fu un fallimento finanziario. Fidel si prendeva poca cura del denaro e dei beni materiali e non pagò le sue fatture; i suoi mobili vennero pignorati e l'elettricità interrotta. Nel novembre 1950 partecipò a una protesta studentesca a Cienfuegos, caratterizzata da uno scontro di quattro ore contro la polizia in segno di protesta contro il divieto del ministro dell'istruzione alla formazione di associazioni studentesche. Arrestato e accusato di condotta violenta, il magistrato respinse le accuse. Castro divenne anche un membro attivo del Comitato per la pace di Cuba (Cuban Peace Committee), che s'impegnò nella propaganda contro il coinvolgimento occidentale nella guerra di Corea.
Fidel pensava ancora che le uniche speranze per Cuba si concentrassero su Eduardo Chibás e sul Partito Ortodosso; tuttavia Chibás commise un errore quando accusò (senza averne le prove) il ministro dell'Istruzione Aureliano Sánchez di aver acquistato un ranch guatemalteco con fondi sottratti. Il governo accusò Chibás di essere un bugiardo e lui nel 1951 si uccise, sparandosi durante una trasmissione radiofonica mentre stava pronunciando l'"ultima chiamata di risveglio nazionale". Castro era presente e lo accompagnò all'ospedale, dove però morì.
Considerandosi l'erede di Chibás, Fidel si candidò alle elezioni del giugno 1952 come esponente del Partito Ortodosso. Gli anziani ortodossi però rifiutarono di votarlo perché lo consideravano troppo radicale; venne invece candidato alla Camera dei Rappresentanti dai membri del partito nei distretti più poveri de L'Avana. Il candidato ortodosso riscosse notevole successo e le previsioni per le elezioni affermavano che Fidel avrebbe raggiunto dei buoni risultati.

### La rivoluzione cubana

#### "Il Movimento" e l'assalto alla caserma Moncada
Candidato al parlamento per il Partito Ortodosso, Fidel Castro, nel marzo del 1952, assistette inerme al colpo di Stato del generale Fulgencio Batista, che rovesciò il governo di Carlos Prío Socarrás e portò alla cancellazione delle elezioni. Batista definì il nuovo sistema statale come "democrazia disciplinata"; Castro lo considerava invece una vera e propria dittatura. Batista mirò la sua politica a destra, solidificando i legami con la ricca élite e con gli Stati Uniti, tagliando i rapporti diplomatici con l'Unione Sovietica, sopprimendo i sindacati e perseguitando i gruppi socialisti cubani.
Castro intentò diverse cause legali contro la nuova amministrazione, sostenendo che Batista aveva commesso sufficienti atti criminali per giustificare la detenzione e accusando vari ministri di violazione delle leggi sul lavoro. Le sue azioni legali non portarono a nulla; Fidel cominciò allora a ideare metodi alternativi per liberare Cuba dal regime. Insoddisfatto dell'opposizione non violenta del Partito Ortodosso, Castro diede vita a un gruppo noto come "Il Movimento", costituito da un comitato civile e militare e organizzato in un sistema di cellule clandestine; ogni cellula includeva 10 membri. El Acusador era il giornale clandestino dell'organizzazione. Scopo di quest'ultimo era quello di organizzare una lotta armata ostile a Batista.
Una dozzina di individui costituirono il nucleo de "Il Movimento" e molti erano gli insoddisfatti del Partito Ortodosso. Dal luglio 1952 iniziò una campagna di reclutamento e in un anno vennero reclutati 1 200 membri, organizzati in oltre cento cellule. La maggioranza dei membri proveniva dai distretti più poveri de L'Avana. Benché avesse stretti legami con il socialismo rivoluzionario, Castro evitò un'alleanza con il Partito Socialista Popolare (PSP), temendo di spaventare i membri più moderati; nonostante questo si tenne in contatto con diversi membri del PSP, tra cui suo fratello Raúl. Successivamente Castro affermò che i membri de "Il Movimento" erano semplicemente ostili a Batista e che solo una minoranza appoggiava fermamente gli ideali socialisti o antimperialisti, fatto che attribuiva al "peso schiacciante delle macchine ideologiche e pubblicitarie degli Yankees" che credeva sopprimesse la coscienza di classe tra gli operai cubani.

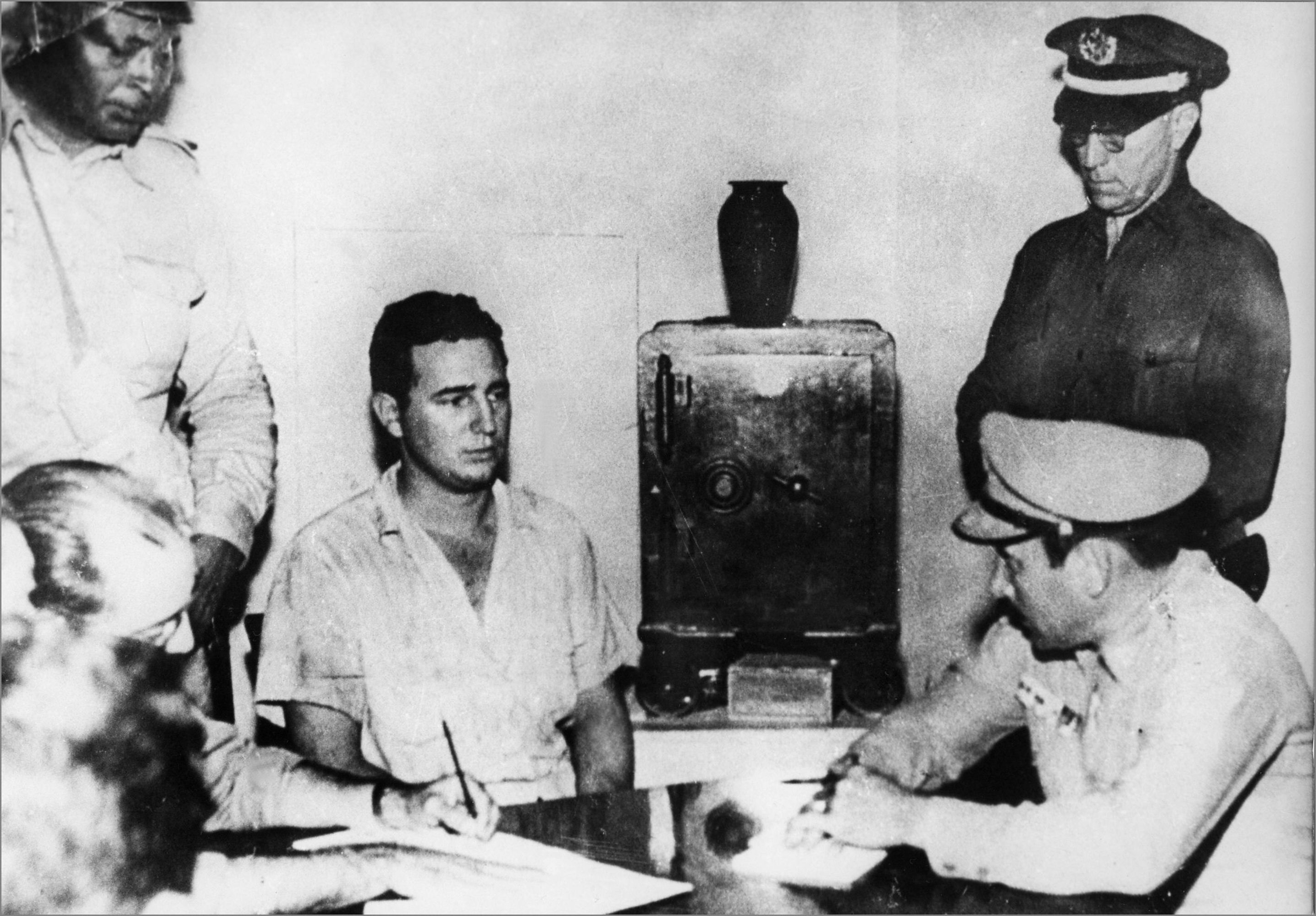
Fidel Castro in arresto dopo l'attacco alla caserma Moncada

Fidel decise allora di realizzare un assalto alla caserma Moncada allo scopo di impadronirsi del suo arsenale, comprendente migliaia di armi, per dotare il suo gruppo di militanti ribelli delle armi necessarie alla lotta armata.
Per l'attacco furono addestrati 1 200 ragazzi (provenienti in gran parte dalle file del Partito Ortodosso), che furono riuniti rapidissimamente. Il luogo in cui si arruolarono i più giovani fu Artemisa (con circa 20-30 partecipanti). Giocarono un importante ruolo gli spagnoli e i galiziani (questi ultimi erano più di 100).
Alcuni dei giovani ribelli riuscirono a infiltrarsi nel Partito Autentico (al governo con Carlos Prío Socarrás prima del colpo di Stato), organizzazione che possedeva un quantitativo elevato di armi da guerra. Solamente 165 rivoluzionari presero parte effettivamente alla rivoluzione; 138 situati a Santiago, 27 a Bayamo. Castro rese noto che nessun partecipante aveva figli, e raccomandò ai suoi compagni di non provocare spargimenti di sangue se non avessero incontrato resistenza armata. L'attacco venne tentato il 26 luglio 1953, ma non andò a buon fine; 3 delle 16 vetture che erano partite da Santiago non riuscirono ad arrivare a destinazione. Nel frattempo, alcuni ribelli avevano assunto il controllo di un ospedale civile. A causa della forte inferiorità numerica persero la vita 61 rivoluzionari, mentre 40 vennero catturati, di cui 22 vennero torturati a morte. Quattro uomini (Flores Betancourt, Carmelo Noa, Renato Guitart e Pedro Marrero) persero la vita prima che Fidel ordinasse il ritiro. Quelli che erano fuggiti, tra cui Fidel e Raúl, si riunirono nella loro base, dove alcuni decisero di fuggire e altri proposero di arrendersi.
Con 19 compagni, Castro decise di partire per Gran Piedra, nelle robuste montagne della Sierra Maestra, diverse miglia a nord, dove avrebbero potuto stabilire una base insurrezionale. In risposta all'attacco di Moncada, il governo di Batista proclamò la legge marziale, ordinando una violenta repressione del dissenso e imponendo una censura rigorosa dei media. La propaganda sostenne che i ribelli erano comunisti e che avevano ucciso i pazienti ospedalieri. Nonostante la censura, le notizie e le fotografie riguardanti le torture e le esecuzioni sommarie causarono disapprovazione sia popolare che governativa.

#### Il processo e "La storia mi assolverà"
Nei giorni seguenti i ribelli fuggiti vennero arrestati; alcuni vennero giustiziati, mentre altri (tra cui Castro) vennero trasportati in una prigione a nord di Santiago di Cuba, precisamente a Boniato.
Credendo che Castro non fosse stato in grado di pianificare l'attacco da solo, il governo accusò i membri del Partito Ortodosso e del PSP di essere coinvolti, e lunedì 21 settembre furono accusate ben 122 persone.
Sebbene sotto censura, i giornalisti ebbero il permesso di partecipare al giudizio. Castro convinse i tre giudici a liberare dalle manette tutti gli imputati in tribunale. Sostenne che il motivo per cui erano accusati, ovvero di "organizzare una rivolta armata contro i Poteri Costituzionali dello Stato", era errato, perché erano insorti contro Batista, che aveva assunto il potere in maniera incostituzionale. Quando gli fu chiesto chi fosse l'autore intellettuale dell'attacco, Castro nominò l'eroe nazionale José Martí, citandone le opere dove le rivolte erano giustificate.
Il processo rivelò che l'esercito aveva torturato i sospettati, utilizzando la castrazione e altri metodi di tortura (tra cui l'Eye-gouging, consistente nel pressare o nell'estrarre l'occhio attraverso dita o strumenti appositi); i giudici decisero d'indagare su questi crimini, mettendo in una situazione di forte tensione l'esercito, che tentò senza successo di impedire a Castro di testimoniare ulteriormente, sostenendo che fosse troppo malato per lasciare la sua cella. Il processo si concluse il 5 ottobre, con l'assoluzione della maggior parte degli imputati; 55 furono condannati al carcere per un periodo che andava da 7 mesi a 13 anni. Castro venne condannato separatamente, il 16 ottobre. Si difese da solo. In veste di avvocato interrogò tutte le forze dell'ordine e tutti i testimoni. Tenne inoltre un lungo discorso, della durata di quattro ore, riassumibile con la celebre frase "La storia mi assolverà". Anche se la pena massima per il reato di rivolta era di 20 anni, Fidel venne condannato a 15 anni, riconoscendo la giuria, seppure parzialmente, che i rivoltosi avevano esercitato il diritto di ribellione, principio costituzionalmente previsto e introdotto nella carta costituzionale cubana dallo stesso Batista per giustificare il suo precedente colpo di Stato. Castro venne imprigionato nell'ala ospedaliera della "Model Prison" ("Presidio Modelo"), un'istituzione relativamente confortevole e moderna situata nell'Isola della Gioventù.

#### L'imprigionamento e il Movimento del 26 Luglio: 1953-1955

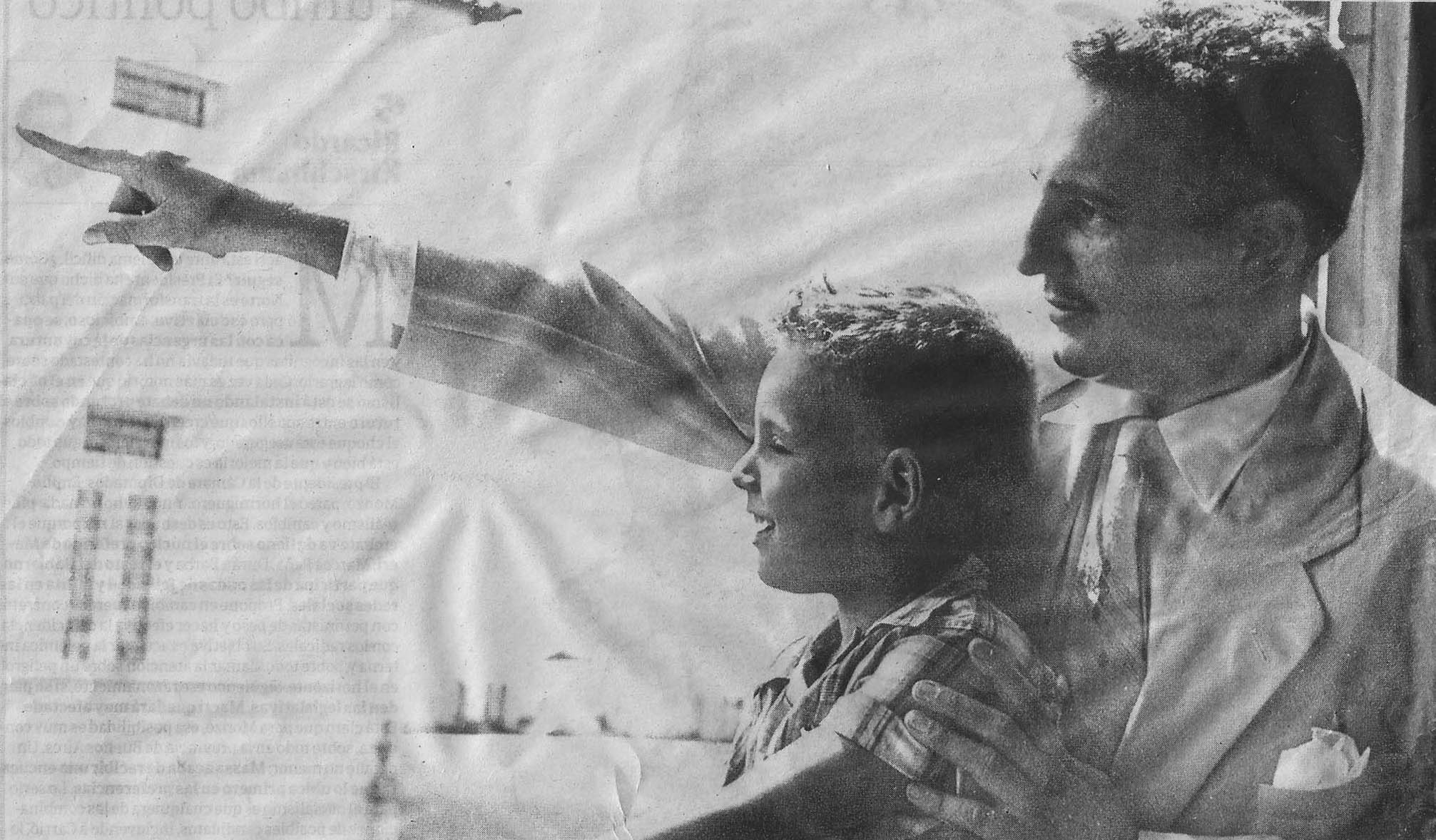
Fidel Castro con il piccolo Fidelito, 1954

Imprigionato assieme a 25 compagni, Castro cambiò il nome dell'organizzazione da lui guidata, da "Il Movimento" a "Movimento del 26 luglio" (M-26-7), in memoria della data dell'attacco alla caserma di Moncada. Castro fondò una sorta di scuola per i prigionieri, l'Accademia Ideologica di Abel Santamaría ("Abel Santamaría Ideological Academy"), dove venivano impartite per cinque ore al giorno lezioni di storia antica e moderna, filosofia e inglese. Leggeva molto, in particolare le produzioni scritte di Karl Marx, Vladimir Lenin e Martí, ma anche libri di Sigmund Freud, Immanuel Kant, William Shakespeare, Axel Munthe, William Somerset Maugham e Fëdor Dostoevskij, analizzandoli in forma marxista. Cominciò inoltre a informarsi sul New Deal, credendo che si sarebbe dovuto realizzare qualcosa di simile a Cuba.
Corrispondendo con i suoi sostenitori al di fuori del carcere, mantenne il controllo de "il Movimento" e organizzò la pubblicazione de "La storia mi assolverà", con una tiratura iniziale di 27 500 copie. All'inizio venne concessa a Castro una libertà relativamente elevata all'interno della prigione rispetto agli altri detenuti; in seguito però venne messo in isolamento, dopo che i suoi compagni cantarono dei brani anti-Batista durante una visita del presidente nel febbraio 1954. Nel frattempo, la moglie di Castro, Mirta, accettò un impiego presso il Ministero degli Interni, procuratole dalla propria famiglia. Questa notizia non venne riferita a Castro, che ne venne a conoscenza attraverso un annuncio radiofonico.
Abbattuto e arrabbiato, affermò che avrebbe preferito morire mille volte piuttosto che soffrire impotente a un tale insulto. Vennero allora avviati i processi di divorzio, mentre Mirta assunse la custodia del figlio Fidelito; Castro non la prese bene: non voleva infatti che suo figlio crescesse in un ambiente borghese. Nel 1954 si tennero le elezioni presidenziali, ma nessun politico si candidò (tranne ovviamente Batista) per paura di ripercussioni. Il dittatore vinse le elezioni, che vennero però considerate dalla maggioranza della popolazione come fraudolente. Fulgencio permise che l'opposizione esprimesse la sua opinione; i sostenitori di Castro ne approfittarono per chiedere un'amnistia nei confronti di Fidel e dei suoi compagni incarcerati. Alcuni politici suggerirono che un'amnistia sarebbe stata una buona pubblicità per il regime. Con il consenso del Congresso, degli Stati Uniti d'America e delle grandi multinazionali, Batista, credendo che Fidel non avrebbe rappresentato più una minaccia politica, il 15 maggio 1955 concesse l'amnistia a Castro e ai suoi compagni. Facendo ritorno a L'Avana, Castro venne trasportato sulle spalle dai suoi sostenitori e decise di rilasciare interviste radiofoniche e conferenze stampa; il governo lo controllò strettamente, riducendo le sue attività pubbliche.
Divorziato, Castro ebbe rapporti sessuali con due sostenitrici femminili, Naty Revuelta e Maria Laborde; entrambe concepirono un figlio. Rafforzando l'M-26-7, istituì una Direzione Nazionale composta da 11 persone; nonostante questi cambiamenti strutturali, rimase del dissenso basato sulla leadership autocratica di Castro. Egli respinse le richieste di trasferire il suo potere a un consiglio democratico, sostenendo che una rivoluzione non si sarebbe potuta realizzare con la direzione di un comitato. Alcuni abbandonarono l'M-26-7, etichettando Castro come un dittatore; nonostante questo la maggioranza rimase fedele al leader.

#### Messico e addestramento alla guerriglia
Nel 1955 bombardamenti e manifestazioni violente portarono a una repressione del dissenso; Fidel venne messo sotto protezione armata dai suoi sostenitori, prima che lui e Raúl fuggissero dal paese. I membri dell'M-26-7 rimasti a Cuba ricevettero il compito di organizzare le cellule locali per un'azione rivoluzionaria, nell'attesa del ritorno di Castro. Fidel inviò una lettera alla stampa, dichiarando che stava "lasciando Cuba perché a me tutte le porte della lotta pacifica sono state chiuse. Sei settimane dopo essere stato liberato dalla prigione sono più convinto dell'interesse della dittatura, mascherato in molti modi, di rimanere al potere per venti anni, governando come ora con l'uso del terrore e del crimine e ignorando la pazienza del popolo cubano, che ha i suoi limiti. Come seguace di Martí, credo che sia giunta l'ora di combattere per i nostri diritti, e non di elemosinarli". I fratelli Castro e molti altri compagni migrarono in Messico, paese con una lunga storia di accoglienza nei confronti degli esuli di sinistra. Nel paese Raúl (uno dei primi a partire per il Messico) strinse amicizia con il medico Ernesto "Che" Guevara, che diventò sostenitore della guerriglia e della rivoluzione cubana. Anche Fidel strinse amicizia con lui, descrivendolo come "un rivoluzionario più avanzato di me". Castro conobbe anche Alberto Bayo, che accettò di insegnare ai ribelli di Fidel le competenze necessarie per la guerriglia, incontrandoli clandestinamente a Chapultepec per addestrarli.
In cerca di finanziamenti, Castro visitò gli Stati Uniti in cerca di ricchi simpatizzanti; Prío contribuì con 100 000 dollari. Castro affermò successivamente di essere stato pedinato dagli agenti di Batista, che avrebbero orchestrato un fallito attentato contro di lui. Il governo cubano corruppe la polizia messicana per arrestare i ribelli, ma, grazie al sostegno di alcuni politici messicani che simpatizzavano con il movimento guidato da Castro, tutti i rivoluzionari vennero velocemente scarcerati. Castro rimase in contatto con la base cubana dell'M-26-7, che nel frattempo aveva guadagnato una grande base di appoggio nella Provincia di Oriente. Intanto sorsero nuovi gruppi militanti anti-Batista, appartenenti soprattutto al movimento studentesco; ruolo molto importante rivestì il Directorio Revolucionario Estudiantil (DRE), fondato dal presidente della Federazione degli Studenti Universitari (FEU) José Antonio Echeverría, che raggiunse Città del Messico per incontrare Castro, ma non riuscirono a trovare un accordo sulle tattiche da seguire; José pensava che fosse legittimo assassinare chiunque fosse legato al governo, mentre Castro considerava questa strategia inefficace e avventata.
Castro e Antonio del Conde acquistarono per 17 000 dollari il Granma, uno yacht di 19,2 metri progettato per trasportare teoricamente venti persone fra passeggeri ed equipaggio. La nave era di proprietà dello statunitense Robert B. Erickson, che lo aveva battezzato Granma in onore della nonna: granma è infatti l'abbreviazione di grandmother, che in inglese significa proprio "nonna". Vennero compiuti diversi lavori: furono aumentati lo spazio, per trasportare più persone, e la potenza dei motori; si eliminò la zavorra inutile e vennero aggiunti serbatoi per l'acqua. Sullo yacht vennero stipati 81 rivoluzionari guidati da Fidel, che partirono dal porto messicano di Tuxpan il 25 novembre verso Cuba per dare inizio alla rivoluzione contro il dittatore Batista. Tra le armi presenti vi erano 90 fucili, 3 mitragliatrici e circa 40 pistole.
Il viaggio non fu facile a causa del numero eccessivo di persone a bordo, del continuo maltempo e delle pessime condizioni dell'imbarcazione. Sbarcarono il 2 dicembre, dopo più di sette giorni invece dei tre previsti, a due chilometri dalla meta prevista, la Playa Las Coloradas.

#### Guerriglia nella Sierra Maestra: 1956-58
Nel giro di pochi giorni, il 5 dicembre, una nave militare iniziò a bombardare gli invasori ad Alegrìa de Pìo, che, in fuga verso l'interno, si diressero verso la catena montuosa boschiva della Sierra Maestra. All'alba del 5 dicembre un distaccamento della Guardia Rurale di Batista li attaccò; i ribelli si dispersero e proseguirono il viaggio in piccoli gruppi. All'arrivo Castro scoprì che, degli 82 ribelli arrivati a Cuba con il Granma, solo 19 avevano raggiunto il punto prestabilito; gli altri erano stati catturati o uccisi. Dall'accampamento organizzato nella giungla dai sopravvissuti (tra cui i fratelli Castro, Guevara e Camilo Cienfuegos) frequentemente partivano incursioni verso i piccoli distaccamenti dell'esercito per reperire armi.
Nel gennaio 1957 venne attaccato l'avamposto vicino alla spiaggia di "La Plata"; Guevara successivamente medicò i soldati vittime di lesioni. I rivoluzionari giustiziarono il sindaco locale Chicho Osorio che, oltre ad essere odiato dai contadini, si era vantato, diverse settimane prima, dell'assassinio di un membro dell'M-26-7. L'esecuzione di Osorio aiutò i ribelli a guadagnare la fiducia della popolazione locale, avversa ai sindaci che erano spesso dalla parte dei ricchi proprietari terrieri. La fiducia verso i ribelli continuò a crescere e diversi abitanti si unirono alla lotta rivoluzionaria, anche se la maggior parte delle nuove reclute proveniva dalle aree urbane.
Con un numero crescente di volontari, oltre 200, nel luglio 1957 Castro divise il suo esercito in tre colonne; una la mise sotto il suo controllo, mentre le altre due passarono sotto il controllo di Raúl e di Guevara. I membri dell'M-26-7, che operavano nelle aree urbane, continuarono le agitazioni, mandando rifornimenti a Castro; il 16 febbraio 1957 quest'ultimo incontrò alcuni compagni anziani per discutere le tattiche d'azione; qui incontrò Celia Sánchez, che sarebbe diventato un suo stretto amico.
Su tutto il territorio cubano iniziarono gli attacchi e le azioni di sabotaggio da parte dei rivoluzionari. La polizia rispose con arresti di massa, torture e omicidi extragiudiziali; i cadaveri venivano appesi agli alberi per intimorire i dissidenti. 
Il 13 marzo 1957 José Antonio Echevarría guidò un attacco al palazzo presidenziale, che si concluse con la morte di Antonio e quindi con il fallimento dell'offensiva. Anche Frank Isaac País García perse la vita e Castro assunse allora la leadership totale dell'M-26-7. Al contrario di Guevara e Raúl, Fidel cercò di celare i suoi ideali marxisti-leninisti per ottenere il sostegno dei dissidenti meno radicali e nel 1957 si incontrò con i membri del Partito Ortodosso. I leader di quest'ultimo (Raúl Chibás e Felipe Pazos) assieme a Castro redassero e firmarono il Manifesto della Sierra Maestra, in cui presentarono i loro piani per una Cuba post-Batista. Rifiutando la possibilità di creare una giunta militare provvisoria, auspicarono la creazione di un governo civile provvisorio "sostenuto da tutti", che avrebbe attuato una moderata riforma agraria, un'industrializzazione e una campagna di alfabetizzazione, prima di introdurre elezioni "veramente eque, democratiche e imparziali".
Il governo di Batista aveva censurato la stampa cubana; per questo Castro contattò i media stranieri per diffondere il suo messaggio. Herbert Matthews, giornalista del The New York Times, intervistò Castro, attirando l'interesse internazionale alla causa del ribelle e rendendo Castro una celebrità. Altri giornalisti (tra cui inviati della CBS) seguirono la vicenda, mentre un giornalista della rivista Paris Match rimase con i ribelli per circa quattro mesi, documentando la loro vita quotidiana. I guerriglieri castristi incrementarono i loro attacchi agli avamposti militari, costringendo il governo a ritirarsi dalla regione della Sierra Maestra; nella primavera del 1958 i ribelli controllavano un ospedale, una scuola, una stampa, un macello, una fabbrica di mine e una fabbrica di sigari.

#### La caduta di Batista e la giunta militare di Cantillo: 1958-1959

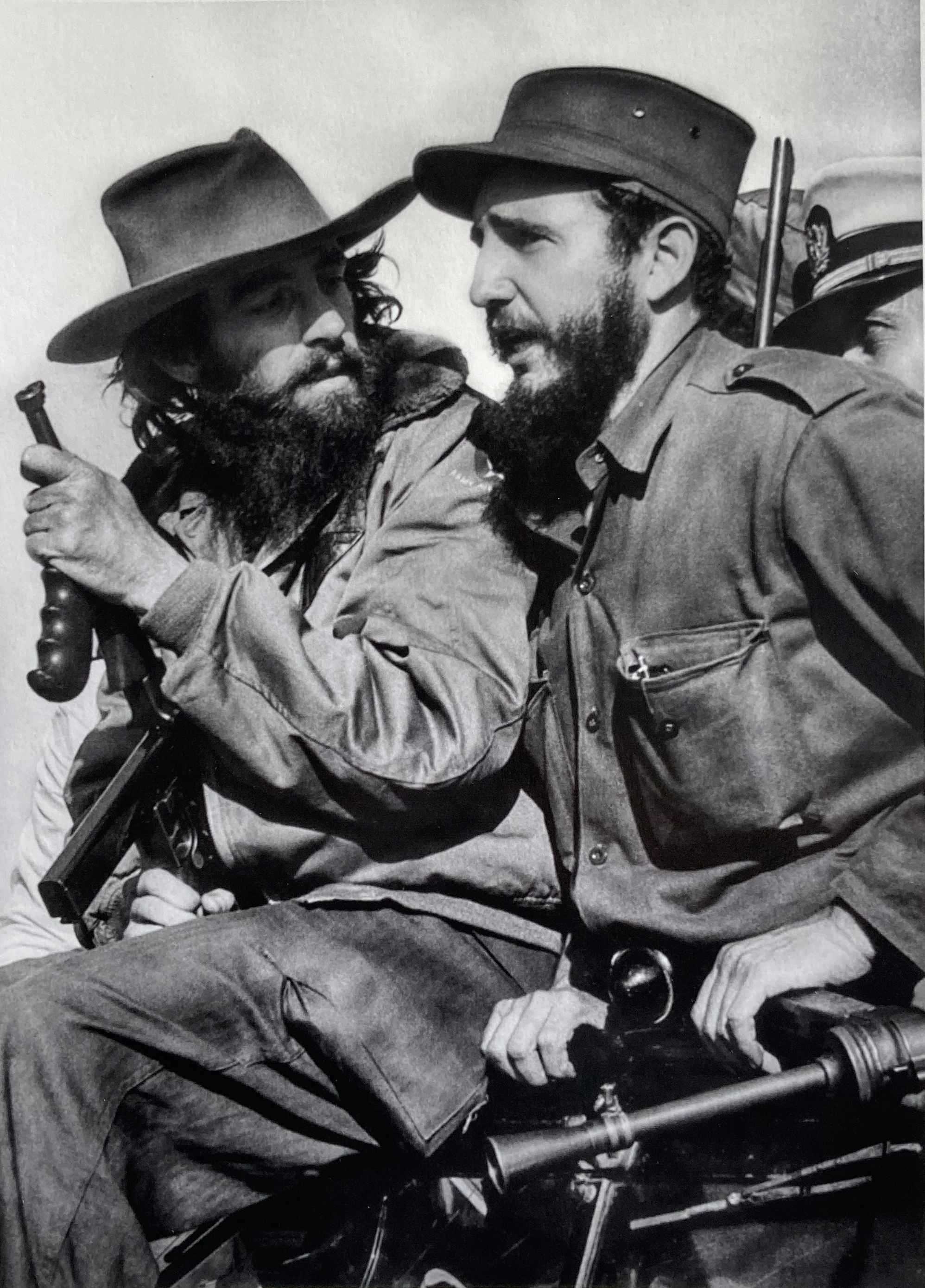
Castro (a destra) e Camilo Cienfuegos entrano a L'Avana, 8 gennaio 1959

Nel 1958 Batista era sotto una crescente pressione. I fallimenti militari del suo esercito, insieme alla censura della stampa e all'uso da parte della polizia e dell'esercito di torture ed esecuzioni extragiudiziali, gli causavano sempre più critiche, sia a livello nazionale che internazionale. Influenzato dal sentimento anti-Batista tra i suoi cittadini, il governo degli Stati Uniti cessò di fornirgli armi; il dittatore si rivolse allora al mercato bellico britannico. L'opposizione sfruttò questa opportunità per proclamare uno sciopero generale, accompagnato da attacchi armati dell'M-26-7, ricevendo, a partire dal 9 aprile, un forte sostegno nella parte centrale e orientale di Cuba, ma poco nel resto del territorio.
Batista decise allora di sconfiggere definitivamente la rivolta e affidò l'incaricò al generale Eulogio Cantillo, che guidò l'Operazione Verano (28 giugno-8 agosto 1958). L'esercito bombardò dall'alto le aree forestali e i villaggi sospettati di aiutare i ribelli, mentre 10 000 soldati circondavano la Sierra Maestra muovendo in direzione nord verso gli accampamenti ribelli. Nonostante la sua superiorità numerica e tecnologica, l'esercito non aveva esperienza con la guerriglia e con la regione montuosa. Con soli 300 uomini al suo seguito, Castro evitò il confronto diretto, utilizzando mine terrestri e imboscate per fermare l'offensiva nemica.
L'esercito subì gravi perdite; nel giugno 1958 un battaglione si arrese; le loro armi vennero confiscate e consegnate alla Croce Rossa. Molti dei soldati di Batista, sconvolti dagli abusi dei diritti umani che avrebbero dovuto commettere, finirono per difendere i ribelli castristi, che beneficiavano, inoltre, del sostegno popolare nelle aree interessate dalle azioni. In estate l'M-26-7 iniziò l'offensiva, spingendo l'esercito al di là della catena montuosa, in pianura. A novembre le forze rivoluzionarie controllavano la quasi totalità delle provincie di Las Villas e Oriente (oggi non più esistenti). Inoltre avevano rafforzato la loro presenza a Santa Clara e a Santiago di Cuba. Questo controllo permise di dividere l'isola in due parti, chiudendo le strade principali e le linee ferroviarie, svantaggiando così notevolmente le forze di Batista.
Gli Stati Uniti capirono che Batista avrebbe perso il conflitto e, temendo che Castro avrebbe attuato una serie di riforme socialiste a loro sfavore, decisero di sostenere la rimozione del dittatore cubano appoggiando una giunta militare di destra guidata dal generale Cantillo, allora comandante della maggior parte delle forze armate del paese. Dopo essere stato informato della proposta, Cantillo s'incontrò segretamente con Castro, mettendosi d'accordo sul diramare il cessate il fuoco dopo che Batista fosse stato arrestato e processato per crimini di guerra. Cantillo fece però il doppio gioco, e avvertì Batista delle intenzioni di Fidel. Volendo evitare il tribunale, il 31 dicembre 1958 Batista si dimise, informando le forze armate che sarebbero passate sotto il controllo di Cantillo. Con la famiglia e i suoi consiglieri più vicini, Batista fuggì in esilio nella Repubblica Dominicana con oltre 300 milioni di dollari statunitensi. Cantillo entrò nel palazzo presidenziale de L'Avana, proclamò il giudice della Corte Suprema Carlos Piedra nuovo presidente e iniziò a nominare i nuovi membri del governo.
Castro era furioso; trovandosi ancora nella provincia di Oriente, e non riconoscendo la giunta militare, annullò il cessate il fuoco e continuò l'offensiva. L'M-26-7 organizzò un piano per rovesciare la giunta Cantillo-Piedra, liberando il colonnello di alto rango Ramón Barquín dalla prigione dell'Isola dei Pini (dove era detenuto per la sua attività anti-Batista) e gli ordinò di volare a L'Avana per arrestare Cantillo. In vista delle celebrazioni che avrebbero interessato il paese dopo le dimissioni di Batista, Castro ordinò all'M-26-7 di assumersi la responsabilità di mantenere l'ordine nel paese, al fine di prevenire saccheggi e vandalismi.
Mentre Cienfuegos e Guevara conducevano le loro colonne a L'Avana il 2 gennaio, Castro entrò a Santiago, accettando la resa della caserma di Moncada e tenendo un discorso che chiamava alla guerra per l'indipendenza. Esprimendo il suo forte dissenso verso la giunta Cantillo-Piedra, chiese giustizia contro gli abusi dei diritti umani e annunciò un'era migliore per i diritti delle donne. Dirigendosi verso
L'Avana incontrò la madre di José Antonio Echevarría; venne inoltre accolto da folle di persone in diverse città e tenne convegni e interviste. I giornalisti stranieri giudicarono senza precedenti il livello di sostegno popolare.

#### Governo provvisorio: 1959
Castro rese noto che secondo lui sarebbe dovuto diventare presidente l'avvocato Manuel Urrutia Lleó. Politicamente moderato, Urrutia aveva difeso i rivoluzionari dell'M-26-7 in tribunale, sostenendo che l'attacco alla Caserma di Moncada era legale in base alla costituzione cubana. Castro credeva che Urrutia sarebbe stato un buon capo, visto che entrambi condividevano l'ideale rivoluzionario contro Batista. Con i dirigenti della giunta in stato di arresto, Urrutia venne proclamato presidente provvisorio; la maggior parte del Gabinetto era composto da membri dell'M-26-7. L'8 gennaio 1959 l'esercito castrista entrò a L'Avana. Proclamando se stesso "Rappresentante delle Forze Armate Ribelli della Presidenza", Castro - insieme a stretti aiutanti e famigliari - adibì casa e ufficio nell'attico dell'Hotel Tryp Habana Libre, dove s'incontravano giornalisti, visitatori stranieri e ministri governativi.

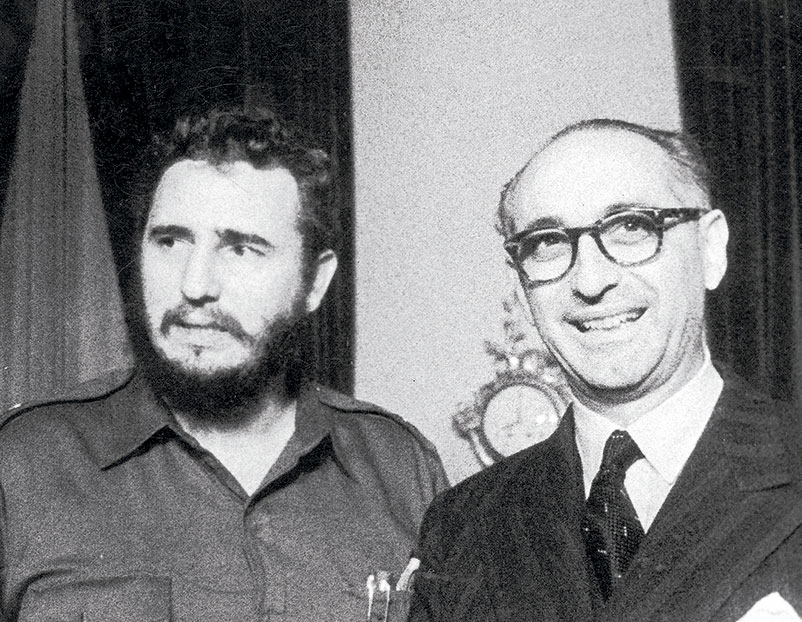
Castro con Arturo Frondizi nel 1959

Anche se ufficialmente Fidel non ricopriva alcun ruolo nel governo provvisorio, egli esercitava lo stesso una grande influenza, in gran parte grazie alla sua popolarità e al controllo dell'esercito ribelle. Tentando di sbarazzarsi completamente del governo cubano di Batista, il Congresso eletto sotto il controllo di quest'ultimo venne abolito e tutti quelli eletti nelle elezioni del 1954 e del 1958 furono allontanati dalla politica. Fidel spinse il presidente a proibire temporaneamente tutti i partiti politici, ma affermò ripetutamente che prima o poi sarebbero state celebrate elezioni multipartitiche. Questo non avvenne. Nel frattempo Fidel cominciò anche a incontrare i membri del Partito Socialista Popolare.
Nel tentativo d'impedire la rivoluzione, il governo di Batista aveva orchestrato massicce violazioni dei diritti umani; la stima dei morti più accreditata è di circa 20 000. Fidel volle assicurare giustizia a tutti quei morti. Pur rimanendo una forza moderata e opposta alle rappresaglie di massa sostenute da molti, Castro contribuì a incriminare diversi sostenitori di Batista, portando a centinaia le esecuzioni conseguenti. I critici (in particolare quelli statunitensi) sostenevano che il governo provvisorio era interessato più alla vendetta che alla giustizia. In risposta, Castro proclamò che "la giustizia rivoluzionaria non si basa su precetti giuridici, ma sulla convinzione morale". Partecipò successivamente a diversi processi per assicurarsi che la "giustizia rivoluzionaria" fosse rispettata; quando un gruppo di aviatori accusati di aver bombardato un villaggio venne considerato non colpevole in un processo a Santiago de Cuba, Castro ne ordinò un riesame, in cui vennero considerati colpevoli e condannati al carcere a vita.
Acclamato in tutta l'America Latina, Castro andò in Venezuela per partecipare alle celebrazioni del primo anniversario del rovesciamento di Marcos Pérez Jiménez. Incontrandosi con il presidente eletto Rómulo Betancourt, Castro propose maggiori relazioni tra le due nazioni, richiedendo senza successo un prestito di 300 milioni di dollari e un nuovo accordo per il petrolio venezuelano. Quando tornò in patria, Fidel si trovò in disaccordo con le figure governative più importanti del paese; il governo aveva infatti bandito la Lotteria Nazionale e aveva chiuso i casinò e i bordelli, lasciando migliaia di camerieri, croupier e prostitute disoccupati. Di conseguenza, il premier José Miró Cardona si dimise e andò in esilio negli Stati Uniti, aderendo al movimento anti-castrista.

### Premiership

#### Consolidamento dellaleadership: 1959

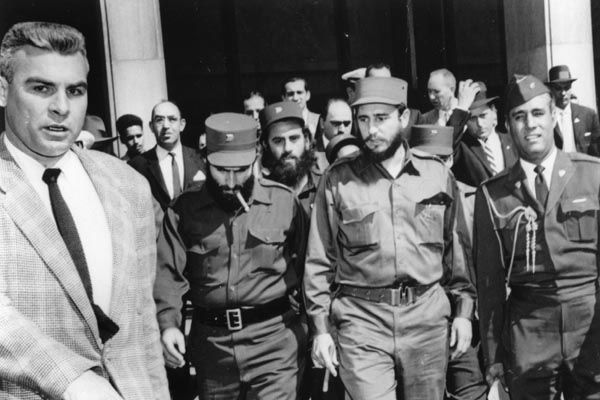
Fidel Castro durante una visita a Washington

Il 16 febbraio 1959 Castro giurò come primo ministro di Cuba e accettò il ruolo a condizione che i poteri del primo ministro fossero aumentati. Tra il 15 e il 26 aprile Castro visitò gli USA 
con una delegazione composta da più di 50 rappresentanti industriali, ospiti della American Society of Newspaper Editors (ASNE). Il rivoluzionario venne acclamato da molti cittadini statunitensi, che lo consideravano un vero e proprio eroe. 
Il presidente Dwight Eisenhower si rifiutò d'incontrare Castro; quest'ultimo si confrontò allora con il vice-presidente Richard Nixon, che non piacque fin da subito a Fidel.
Il suo viaggio non si fermò agli Stati Uniti, ma proseguì in Canada, Brasile, Uruguay e Argentina. A Buenos Aires partecipò a una conferenza economica, dove propose senza successo un "piano Marshall", finanziato dagli Stati Uniti, da 30 miliardi di dollari e destinato all'America Latina.
Dopo essersi nominato, il 17 maggio 1959, presidente dell'Istituto Nazionale della Riforma Agraria (Instituto Nacional de Reforma Agraria - INRA), Castro emanò una riforma agraria che vietava a un proprietario terriero di possedere più di 993 ettari (4,02 km²) di terreno. Le grandi aziende vennero espropriate e le loro terre ridistribuite; circa 200 000 contadini ricevettero titoli di proprietà. A questo punto la classe benestante cubana non possedeva più il controllo agricolo. Grazie alla riforma agraria, Fidel incrementò la sua popolarità nella classe operaia/contadina, ma si alienò molti sostenitori nel ceto medio. Fidel si nominò inoltre presidente dell'Industria Nazionale del Turismo. Tentò d'incoraggiare gli afro-americani a visitare il paese, affermando che Cuba fosse un paradiso tropicale senza discriminazioni razziali, ma non riuscì nel suo intento. Vennero apportate modifiche al salario statale; ai giudici e ai politici venne ridotta la retribuzione, mentre i funzionari pubblici di basso livello videro innalzarsi il proprio salario. Nel marzo 1959 Castro ordinò che venissero pagati gli affitti a coloro che ricevevano uno stipendio inferiore ai 100 dollari mensili; inoltre introdusse misure per aumentare il potere d'acquisto del popolo cubano. La produttività diminuì e le riserve finanziarie del paese si prosciugarono in soli due anni.

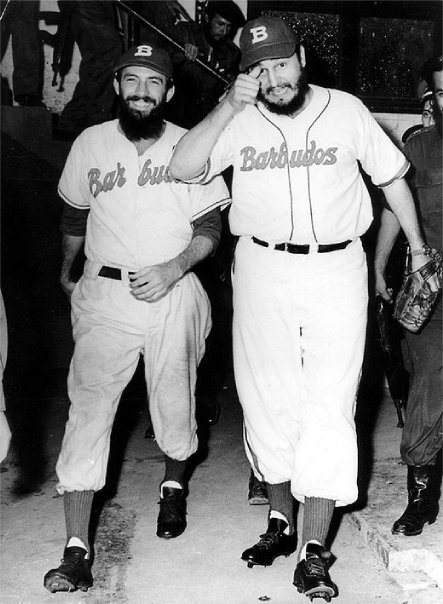
Camilo Cienfuegos e Fidel Castro prima di prendere parte a una partita di baseball, 1959

Anche se inizialmente si rifiutò di classificare il suo regime come "socialista" e negò ripetutamente di essere un "comunista", Castro nominò sostenitori del marxismo-leninismo in posizioni governative e militari di alto livello. In particolare Guevara divenne governatore della Banca Centrale e poi Ministro delle Industrie. Sconvolto, il comandante dell'Aeronautica militare Pedro Luis Díaz Lanz disertò per gli Stati Uniti. Anche se il presidente Urrutia denunciò la diserzione, espresse pubblicamente la sua preoccupazione verso l'aumentare dell'influenza marxista. Irritato, Castro annunciò le sue dimissioni come primo ministro, accusando Urrutia di complicare la situazione governativa con il suo "anti-comunismo febbrile". Oltre 500 000 sostenitori castristi circondarono il palazzo presidenziale chiedendo le dimissioni di Urrutia, che arrivarono. Il 23 luglio Castro tornò a ricoprire l'incarico di primo ministro e nominò come nuovo presidente il marxista Osvaldo Dorticós Torrado.
Castro utilizzò la radio e la televisione per sviluppare un "dialogo con la gente", ponendo domande e formulando dichiarazioni provocatorie. Il suo regime rimase popolare tra i lavoratori, i contadini e gli studenti, che costituivano la maggioranza della popolazione del paese, mentre l'opposizione era costituita principalmente dalla classe media. Migliaia di medici, ingegneri e altri professionisti emigrarono in Florida, negli Stati Uniti, causando una fuga di cervelli. Il governo castrista si disfò degli oppositori politici e arrestò centinaia di contro-rivoluzionari. Il governo di Castro tuttavia sanzionò l'uso della tortura psicologica; i prigionieri venivano comunque sottoposti all'isolamento e a un trattamento violento e minaccioso. I gruppi di militanti anticastristi, finanziati dagli esiliati, dalla CIA e dal governo dominicano di Rafael Leónidas Trujillo, intrapresero attacchi armati e fondarono basi di guerriglia nelle regioni montuose di Cuba. Ciò portò a una ribellione nelle montagne Escambray, durata sei anni. Il governo, grazie alla superiorità numerica (400 000 uomini, tutti volontari), riuscì a placare la rivolta. I ribelli catturati vennero giustiziati.

#### Supporto sovietico e opposizione statunitense

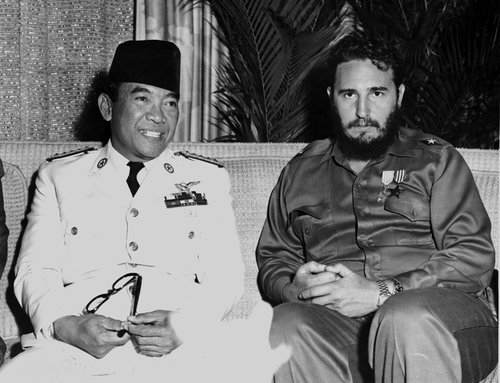
Castro insieme a Sukarno, L'Avana, 1960

Nel 1960 incombeva la guerra fredda, la contrapposizione ideologica, militare e politica tra le due superpotenze mondiali, gli Stati Uniti, una democrazia liberale capitalista e l'Unione Sovietica, uno stato socialista marxista-leninista, governato dal Partito Comunista dell'Unione Sovietica. Esprimendo il suo disprezzo per gli USA, Castro stabilì rapporti con i sovietici, vista la condivisione degli ideali marxisti-leninisti. Durante l'incontro con il vice-premier sovietico Anastas Ivanovič Mikojan, Castro accettò di fornire all'URSS zucchero, frutta, fibre e pelli, in cambio di petrolio greggio, fertilizzanti, beni industriali e un prestito da 100 milioni di dollari. Il governo cubano ordinò 
alle raffinerie del paese - controllate dalle società statunitensi Shell, Esso e Standard Oil - di utilizzare il petrolio sovietico, ma esse, sotto la pressione del governo degli Stati Uniti, rifiutarono. Castro rispose espropriando e nazionalizzando le raffinerie. Per vendicarsi, gli USA annullarono le importazioni di zucchero cubano; in risposta Fidel nazionalizzò la maggior parte dei possedimenti e delle attività commerciali statunitensi sull'isola, tra cui banche e zuccherifici.
Le relazioni tra Cuba e gli Stati Uniti peggiorarono in seguito all'esplosione di un peschereccio francese, il La Coubre, nel porto de L'Avana nel marzo 1960. La nave trasportava armi acquistate dal Belgio; la causa dell'esplosione non fu mai determinata, ma Castro insinuò pubblicamente che il governo statunitense era colpevole di sabotaggio. Terminò il suo discorso con il celebre Hasta la victoria siempre. Patria o muerte ("Sempre fino alla vittoria. Patria o morte"). Ispirandosi al precedente successo del colpo di Stato in Guatemala del 1954, il 17 marzo 1960 il presidente USA Eisenhower autorizzò segretamente la CIA a rovesciare il governo di Castro. Fornì un budget di 13 milioni di dollari e permise di allearsi con la mafia, nemica di Castro in quanto quest'ultimo la aveva combattuta. Il 13 ottobre 1960 gli Stati Uniti vietarono la maggior parte delle esportazioni verso Cuba, iniziando un embargo economico. Il 14 ottobre l'Institut national de la recherche agronomique (INRA) assunse il controllo di 383 imprese private e il 25 ottobre altre 166 società statunitensi operanti a Cuba videro sequestrati e nazionalizzati i loro locali. Il 16 dicembre gli USA smisero definitivamente d'importare lo zucchero cubano, l'esportazione primaria del paese.
Nel settembre del 1960 Castro volò a New York per l'Assemblea generale delle Nazioni Unite. Offeso dall'atteggiamento dell'élite del Shelburne Hotel, Fidel e il suo entourage soggiornarono nell'economico Hotel Theresa di Harlem. Lì incontrò giornalisti e figure anti-sistema, come Malcolm X. Conobbe inoltre il premier sovietico Nikita Chruščёv e i due leader evidenziarono pubblicamente la povertà presente in alcune aree statunitensi come Harlem; Castro descrisse New York come una "città di persecuzione" verso i neri e i poveri. Le relazioni tra Castro e Chruščёv erano positive. Sebbene Castro pubblicamente negasse di essere socialista, Chruščëv informò il suo entourage che Cuba sarebbe diventata "un faro del socialismo in America Latina". Successivamente Castro incontrò altri quattro socialisti, il primo segretario polacco Władysław Gomułka, il presidente bulgaro Todor Živkov, il presidente egiziano Gamal Abd el-Nasser e il premier indiano Jawaharlal Nehru.
Castro tornò a Cuba il 28 settembre. Temeva un colpo di Stato statunitense e proprio per questo motivo nel 1959 aveva speso 120 milioni di dollari per armi sovietiche, francesi e belghe. Lo scopo del rivoluzionario era quello di costruire l'esercito più grande dell'America Latina; nei primi anni del 1960 il governo cubano raddoppiò le dimensioni delle forze armate. Temendo elementi controrivoluzionari nell'esercito, il governo creò una milizia popolare per armare i cittadini favorevoli alla rivoluzione e addestrò almeno 50 000 sostenitori alle tecniche di combattimento. Il 28 settembre 1960 vennero creati i Comitati di Difesa della Rivoluzione (CDR), un insieme di organizzazioni di massa cubane che presidiavano il territorio con l'obiettivo di combattere la delinquenza e la controrivoluzione. Vennero inoltre organizzate campagne sulla sanità e sull'istruzione. Dopo poco tempo l'80% della popolazione cubana era coinvolta nel CDR. Castro affermò che la nuova amministrazione da lui guidata era una democrazia diretta, in cui la popolazione cubana si sarebbe potuta riunire in massa per manifestare ed esprimere la propria volontà democratica. Di conseguenza, rifiutò la necessità di organizzare elezioni, sostenendo che i sistemi rappresentativi democratici servivano agli interessi delle élite socioeconomiche. Al contrario, i critici condannarono il nuovo regime, definendolo non democratico. Il segretario di Stato statunitense Christian Herter sostenne che Cuba stava adottando il modello sovietico, con uno stato monopartitico, il controllo governativo dei sindacati, la soppressione delle libertà civili e l'assenza di libertà di parola e di stampa.
Il governo castrista enfatizzò i progetti sociali per migliorare lo standard di vita della popolazione cubana, spesso a scapito dello sviluppo economico. Un'attenzione particolare venne posta sull'istruzione; nei primi 30 mesi del governo castrista vennero aperte più aule scolastiche che nei precedenti 30 anni. Il sistema educativo primario cubano offriva un programma di studio-lavoro: la metà del tempo veniva trascorsa in classe, mentre l'altra metà in un'attività produttiva. L'assistenza sanitaria venne nazionalizzata e ampliata. Vennero aperti in tutta l'isola centri sanitari rurali e cliniche urbane, che offrono tuttora assistenza medica gratuita. La vaccinazione di massa contro le malattie infantili venne implementata e le percentuali di mortalità infantile vennero ridotte drasticamente. Un terzo aspetto dei programmi sociali fu la costruzione di infrastrutture; nei primi sei mesi di governo castrista vennero costruiti oltre 965 km di strade, mentre 300 milioni di dollari vennero utilizzati in sistemi idrici e sanitari. Nei primi anni di amministrazione castrista vennero costruite oltre 800 case al mese per abbassare il numero di senzatetto; inoltre vennero aperti asili nido e centri per disabili e anziani.

#### Invasione della baia dei Porci e abbraccio del socialismo (1961-62)

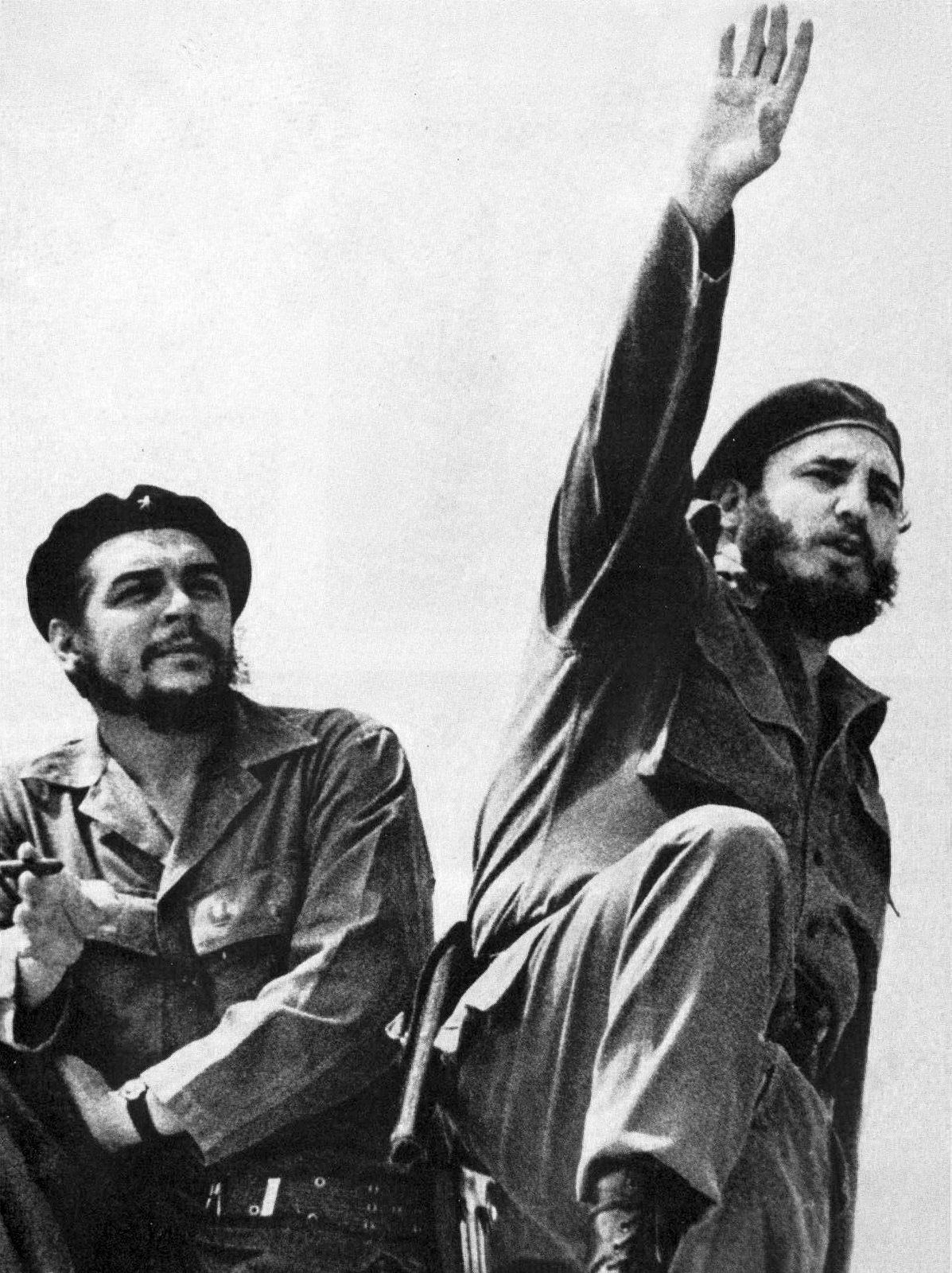
Guevara (a sinistra) assieme a Castro, 1961

Nel gennaio 1961 Castro ordinò all'ambasciata statunitense de L'Avana di ridurre i suoi 300 dipendenti, sospettando che molti fossero spie. Gli Stati Uniti risposero con la chiusura delle relazioni diplomatiche e aumentando i fondi della CIA destinati ai dissidenti cubani in esilio; questi militanti iniziarono ad attaccare navi che commerciavano con Cuba e a bombardare negozi e fabbriche di zucchero. Eisenhower e il suo successore John Fitzgerald Kennedy sostennero un piano della CIA per aiutare una militanza dissidente, il "Fronte Democratico Rivoluzionario", a invadere Cuba e a rovesciare il governo castrista; il progetto alla fine si concretizzò con l'invasione della baia dei Porci (17 - 19 aprile 1961).
Il 15 aprile, i Douglas A-26 Invader forniti dalla CIA bombardarono tre aeroporti militari cubani; gli USA affermarono che i responsabili erano piloti dell'aviazione cubana che avevano disertato; Fidel considerò queste dichiarazioni come false flag. Temendo un'invasione, ordinò l'arresto di 20 000/100 000 sospetti controrivoluzionari, affermando pubblicamente che "ciò che gli imperialisti non ci possono perdonare è che noi abbiamo realizzato una rivoluzione socialista sotto i loro nasi". Si trattò della prima dichiarazione pubblica di Fidel in cui si annunciava che il governo s'ispirava all'ideologia socialista. La CIA e il Fronte Democratico Rivoluzionario disponevano in Nicaragua della Brigade 2506, composta da 1 400 unità. L'attacco, dopo 3 giorni, finì con la vittoria dei castristi. Fidel ordinò che i 1 189 ribelli catturati venissero interrogati in diretta televisiva da un gruppo di giornalisti; il 25 aprile condusse personalmente l'interrogatorio. 14 ribelli vennero processati per i crimini presumibilmente commessi prima della rivoluzione, mentre tutti gli altri vennero restituiti agli Stati Uniti in cambio di medicinali e alimenti pari a 25 milioni di dollari statunitensi.
Consolidando "Cuba socialista", Castro unì l'M-26-7, il Partito Socialista Popolare e la Direzione Rivoluzionaria in un partito governativo basato sul principio leninista del centralismo democratico: le Organizzazioni Rivoluzionarie Integrate (ORI), che successivamente prenderà la denominazione di Partito Unito della Rivoluzione Socialista di Cuba (PURSC), che nel 1965 cambierà denominazione in Partito Comunista di Cuba (PCC). Anche se l'URSS non era del tutto sicura dell'abbraccio di Castro al socialismo, i rapporti con i sovietici vennero approfonditi. Castro iscrisse Fidelito in una scuola di Mosca e successivamente ricevette il Premio Lenin per la pace. Nel dicembre 1961 Castro si proclamò marxista-leninista e nella sua seconda dichiarazione a L'Avana invitò l'America Latina a realizzare una rivoluzione. In risposta, gli USA spinsero con successo l'Organizzazione degli Stati americani a espellere Cuba; i sovietici rimproverarono Fidel di essere stato troppo avventato, mentre i cinesi si congratularono con lui. Nonostante l'affinità ideologica con la Cina, durante la crisi sino-sovietica Cuba si schierò con i sovietici, che avevano offerto all'isola aiuti economici e militari.
L'ORI iniziò ad amministrare Cuba secondo il modello sovietico, perseguendo gli oppositori politici e accusando di devianza le prostitute e gli omosessuali; Castro considerava questi ultimi un tratto borghese. I funzionari governativi si espressero contro l'omofobia di Fidel; nonostante questo vennero create le unità militari di aiuto alla produzione (attive dal novembre 1965 alla metà del 1968). Gli atti omosessuali verranno depenalizzati nel 1979 e nel 2010 Castro si assumerà la piena responsabilità delle persecuzioni, affermando inoltre che furono "una grande ingiustizia". Nel 1962 l'economia di Cuba era in forte crisi, frutto di una scarsa gestione economica e di una bassa produttività, associate all'embargo commerciale degli Stati Uniti. Le carenze alimentari portarono al razionamento, causando proteste a Cárdenas. Nel marzo 1962 Castro rimosse dalle loro cariche i più importanti "vecchi comunisti", etichettandoli come "settari". A livello personale, Castro divenne sempre più solitario e le sue relazioni con Guevara si affievolirono, poiché questi dimostrava di essere sempre più anti-sovietico e pro-cinese.

#### Crisi dei missili di Cuba: 1962-1968

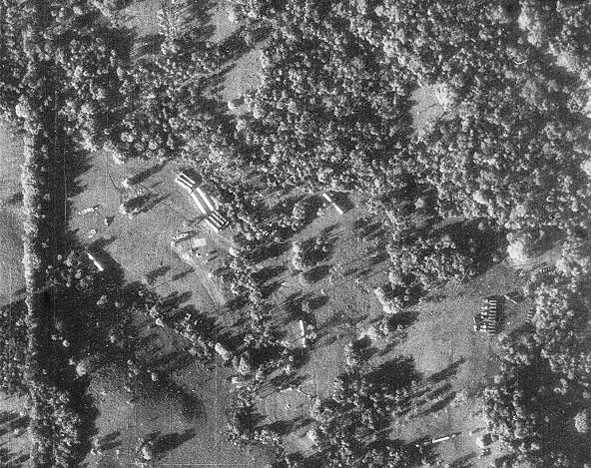
Fotografia ottenuta dai voli di ricognizione degli aerei spia statunitensi Lockheed U-2 che mostra l'installazione di missili sovietici a Cuba

Militarmente più debole della NATO, Chruščёv volle installare gli MRBM R-12 per riequilibrare la bilancia del potere nucleare, che pendeva dalla parte degli Stati Uniti. Castro accettò la proposta sovietica, credendo che avrebbe garantito maggiore sicurezza e favorito la causa socialista. Il progetto venne elaborato sottobanco; solo Fidel, Raúl, Guevara, Dorticós e il capo della sicurezza Ramiro Valdés erano a conoscenza del progetto nella sua completezza. Gli USA nell'ottobre scoprirono il piano attraverso aerei Lockheed U-2. Gli Stati Uniti considerarono quei missili come un piano d'attacco, nonostante Castro affermasse che in realtà si trattasse di un piano difensivo.
Castro sollecitò Chruščёv a minacciare un attacco nucleare verso gli Stati Uniti in caso di attacco USA verso l'isola cubana, ma Chruščёv non aveva intenzione di scatenare una guerra nucleare. Castro venne escluso dai negoziati; Chruščёv accettò di rimuovere i missili in cambio dell'impegno statunitense a non invadere Cuba e a rimuovere i propri missili dall'Italia e dalla Turchia. Sentendosi tradito da Chruščёv, Castro si infuriò e presto si ammalò.
Fidel propose 5 punti: che gli Stati Uniti mettessero fine all'embargo, che cessassero di sostenere i dissidenti, che smettessero di violare lo spazio aereo cubano e le acque territoriali e che chiudessero la base navale di Guantánamo. Incontrò e presentò queste richieste al Segretario generale delle Nazioni Unite U Thant. Gli Stati Uniti ignorarono le proposte; in risposta Fidel si rifiutò di consentire alle Nazioni Unite di ispezionare l'isola cubana.
Nel febbraio del 1963 Castro ricevette una lettera personale da Chruščёv che lo invitava a visitare l'URSS. Fidel raggiunse Nikita nel mese di aprile e rimase nel territorio sovietico cinque settimane. Visitò 14 città, partecipò a una manifestazione nella Piazza Rossa e al Calendimaggio, al Cremlino di Mosca. Ricevette un dottorato onorario presso l'Università statale di Mosca e divenne il primo straniero a ricevere l'Ordine di Lenin. 
Castro tornò a Cuba con nuove idee; ispirato dal giornale sovietico Pravda, unì Hoy e Revolución in un unico quotidiano, Granma. Investì molto nello sport, che portò ad un miglioramento della considerazione sportiva a livello internazionale.
Il governo decise di consentire temporaneamente l'emigrazione a tutti i cittadini, esclusi quelli maschi tra i 15 e i 26 anni. Nel 1963 morì la madre di Fidel. La stampa in seguito non darà più notizie sulla vita privata di Castro. Nel 1964 Castro tornò a Mosca per firmare un nuovo accordo quinquennale per il commercio dello zucchero, ma anche per discutere dell'assassinio di John Fitzgerald Kennedy. Nell'ottobre del 1965 si formò il Comitato Centrale del Partito Unito della Rivoluzione Socialista di Cuba (PURSC), che decise di modificarne il nome in Partito Comunista di Cuba (PCC).
Nonostante i dubbi sovietici, Castro continuò a sostenere la rivoluzione globale. Sostenne anche il "progetto andino" di Guevara, un piano non riuscito per creare un movimento di guerriglia negli altopiani della Bolivia, del Perù e dell'Argentina, e permise a gruppi rivoluzionari di tutto il mondo, dai Viet Cong alle Pantere Nere, di esercitarsi a Cuba. Fidel era certo del fatto che l'Africa, dominata dall'Occidente, fosse matura per una rivoluzione e mandò truppe e medici per aiutare il regime socialista di Ahmed Ben Bella in Algeria durante la Guerra delle sabbie. Inoltre strinse un'alleanza con il governo socialista di Alphonse Massamba-Débat nella Repubblica del Congo. Nel 1965 Castro autorizzò Guevara a raggiungere la Repubblica Democratica del Congo per sostenere la rivolta dei Simba. Dopo l'uccisione di Guevara in Bolivia, Fidel, profondamente colpito, affermò pubblicamente che il Comandante aveva spesso trascurato la sua sicurezza personale. Nel 1966 Castro organizzò la OSPAAAL (Organization of Solidarity with the People of Asia, Africa and Latin America) a L'Avana, affermandosi ulteriormente come figura di spicco nel palcoscenico mondiale. Da questa conferenza Castro creò l'Associazione di Solidarietà Latinoamericana (OLAS); L'Avana assunse quindi la leadership del movimento rivoluzionario latinoamericano.
Il ruolo crescente esercitato da Castro sullo scacchiere mondiale rese tesa la sua relazione con i sovietici, guidati da Leonid Brežnev. Affermando l'indipendenza di Cuba, Castro si rifiutò di firmare il trattato sulla non proliferazione delle armi nucleari, dichiarando che fosse un tentativo sovietico-statunitense di dominare il Terzo mondo. A sua volta, lo scienziato sovietico Aníbal Escalante iniziò a organizzare una rete governativa di opposizione a Castro, anche se nel gennaio 1968 lui ed i suoi sostenitori vennero arrestati. Castro rifiutò le pressioni di Brežnev a essere "obbediente"; nell'agosto 1968 Fidel accusò la Primavera di Praga di essere guidata da una "marmaglia fascista reazionaria", e sostenne l'invasione sovietica della Cecoslovacchia. Influenzato dal Grande balzo in avanti cinese, nel 1968 Castro proclamò una grande offensiva rivoluzionaria, chiudendo tutti i rimanenti negozi e imprese privati e denunciando i proprietari di essere capitalisti contro-rivoluzionari.

#### Stagnazione economica e terzomondismo: 1969-1974

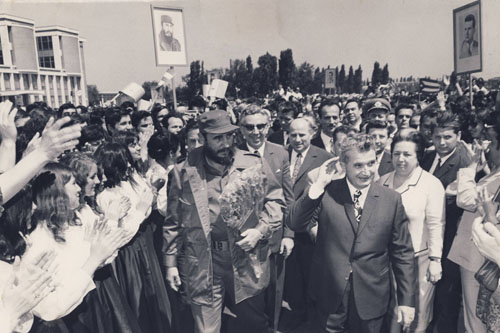
Castro con Ceausescu in Romania, 1972

Nel gennaio 1969 Castro celebrò pubblicamente il 10º anniversario della sua amministrazione in Plaza de la Revolución, sfruttando l'occasione per chiedere alle folle riunite se tollerassero una possibile riduzione dello zucchero, facendo riflettere sui problemi economici del paese. In precedenza la maggioranza della raccolta dello zucchero veniva inviata verso l'Unione Sovietica; essa però nel 1969 venne fortemente danneggiata da un uragano. Castro e molti altri ministri del governo si riunirono insieme a diplomatici stranieri. La situazione non migliorò e Castro pubblicamente offrì di dimettersi, ma il popolo espresse il suo dissenso.
Nonostante le difficoltà economiche cubane, molte delle riforme sociali di Castro rimasero popolari, in particolare quelle riguardanti i settori dell'educazione, delle cure mediche e delle costruzioni stradali, nonché nella politica governativa di "democrazia diretta". Cuba si rivolse ai sovietici in cerca di aiuti economici e dal 1970 al 1972 gli economisti sovietici ri-progettarono e organizzarono l'economia cubana, dando vita alla "Cuban-Soviet Commission of Economic, Scientific and Technical Collaboration"; il presidente sovietico Aleksej Nikolaevič Kosygin visitò il paese nel 1971. Nel luglio del 1972 Cuba entrò nel Consiglio di mutua assistenza economica (COMECON), organizzazione economica e commerciale degli Stati comunisti, anche se questo limitò ulteriormente l'economia cubana alla produzione agricola.
Nel maggio 1970 il gruppo dissidente stanziato in Florida, Alpha 66, affondò due barche da pesca cubane e catturò i loro equipaggi, chiedendo il rilascio di 66 membri del gruppo imprigionati a Cuba. Sotto la pressione degli Stati Uniti, gli ostaggi vennero liberati e Castro li accolse come eroi. Nell'aprile 1971 Fidel venne condannato internazionalmente per aver ordinato l'arresto del poeta dissidente Herberto Padilla. Quando Padilla si ammalò, Castro lo visitò in ospedale. Il poeta venne rilasciato dopo aver confessato pubblicamente le sue "colpe". Poco dopo il governo istituì il Consiglio Culturale Nazionale per assicurarsi che gli intellettuali e gli artisti sostenessero l'amministrazione castrista. Nel 1971 Fidel visitò il Cile, dove l'anno precedente aveva conquistato democraticamente il potere il marxista Salvador Allende. Castro sostenne le riforme socialiste di Allende; temendo la presenza di elementi di destra nell'esercito cileno, Castro consigliò ad Allende di eliminarli con un processo di epurazione, per il rischio di un colpo di Stato. Fidel aveva visto giusto: l'11 settembre 1973 le forze armate cilene rovesciarono Allende, che morì durante il colpo di Stato. Una giunta guidata da Augusto Pinochet prese il potere. Castro successivamente viaggiò in Africa occidentale per incontrare il presidente socialista della Guinea Ahmed Sékou Touré, dove affermò pubblicamente che quest'ultimo fosse il più grande leader del continente africano. Poi, nel giro di sette settimane, visitò Algeria, Bulgaria, Ungheria, Polonia, Germania Est, Cecoslovacchia e Unione Sovietica.
Durante ogni visita Castro era desideroso di incontrare gente comune, in fabbriche e aziende, chiacchierando e scherzando con loro. Nonostante che esprimesse pubblicamente il suo sostegno ai governi di questi paesi, in privato chiedeva di sostenere maggiormente i movimenti rivoluzionari in altre parti del mondo, in particolare la guerra del Vietnam. Nel settembre 1973 il Líder Máximo ritornò ad Algeri per partecipare al quarto vertice del Movimento dei paesi non allineati (Non-Aligned Movement, NAM). Diversi membri del NAM criticarono la presenza di Castro, sostenendo che Cuba fosse allineata al Patto di Varsavia e che pertanto non avrebbe dovuto presenziare alla conferenza, soprattutto perché vi lodò pubblicamente l'Unione Sovietica, sottolineando il suo carattere anti-imperialista. Il 6 ottobre 1973 scoppiò la guerra del Kippur, che vide Israele scontrarsi con Siria ed Egitto (sostenuti da altri paesi arabi). Durante il conflitto il governo castrista inviò 4 000 soldati nei territori interessati, per impedire alle forze israeliane di entrare nel territorio siriano.
Nel 1974 Cuba interruppe i rapporti con Israele a causa del trattamento riservato ai palestinesi durante il lungo conflitto arabo-israeliano e per le relazioni sempre più strette tra lo stato ebraico e gli USA. Questo permise a Castro di guadagnarsi il rispetto da parte dei leader del mondo arabo, in particolare dal presidente libico Muʿammar Gheddafi, che diventò suo amico e alleato. Durante l'anno Cuba ebbe un miglioramento economico, dovuto principalmente all'alto prezzo internazionale dello zucchero, ma influenzato anche da nuovi accordi commerciali con il Canada, l'Argentina e alcuni paesi dell'Europa occidentale. Il governo cubano adottò una nuova costituzione basata sul modello sovietico e abolì le cariche di presidente e di primo ministro. Castro assunse la presidenza del nuovo Consiglio di Stato e del Consiglio dei Ministri, diventando capo di Stato e capo del governo.

### Presidenza

#### Interventi militari all'estero e segretario generale del Movimento dei paesi non allineati (NAM): 1975-1979
Castro considerava l'Africa "l'anello più debole della catena imperialista" e, su richiesta del presidente angolano Agostinho Neto, inviò nel novembre del 1975 in Angola 230 consiglieri militari per aiutare il Movimento Popolare di Liberazione dell'Angola (MPLA) durante la guerra civile in Angola. Quando gli Stati Uniti e il Sudafrica intensificarono il loro sostegno al Fronte Nazionale di Liberazione dell'Angola (FNLA) e all'Unione Nazionale per l'Indipendenza Totale dell'Angola (UNITA), Castro ordinò che altri 18 000 militari venissero inviati in Angola. 
In viaggio verso l'Angola, Castro festeggiò con Neto, il Presidente della Guinea Ahmed Sékou Touré e quello della Guinea-Bissau Luís Cabral; nel frattempo decisero di appoggiare il Fronte di Liberazione del Mozambico contro la Resistenza Nazionale Mozambicana durante la guerra civile. Nel mese di febbraio Fidel visitò l'Algeria e la Libia, trascorrendo dieci giorni con Muʿammar Gheddafi prima di discutere con il governo marxista della Repubblica Democratica Popolare dello Yemen. Da lì procedette verso Somalia, Tanzania, Mozambico e Angola; venne accolto dalle masse come un eroe, in particolare per la sua opposizione all'apartheid.

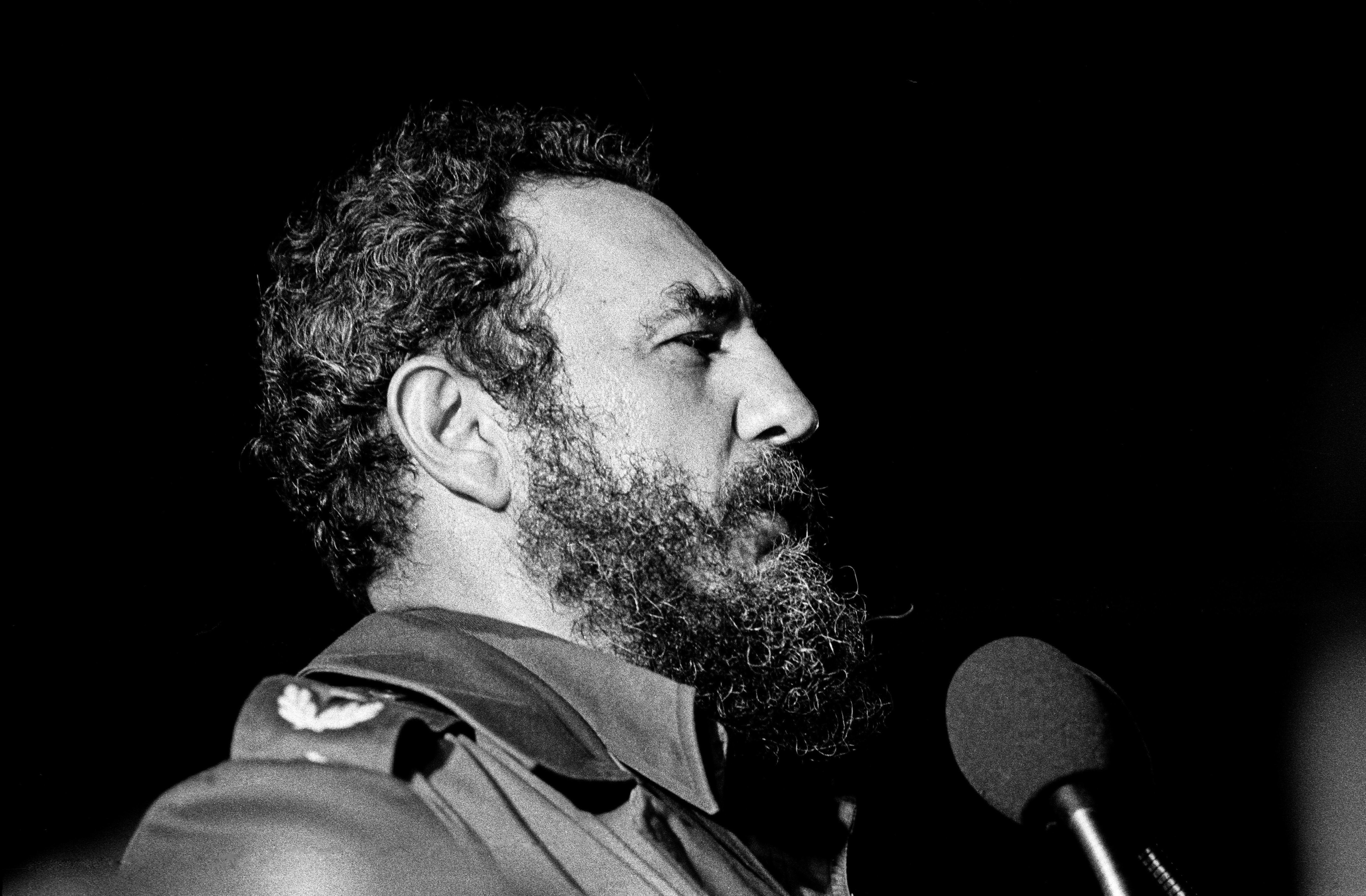
Fidel Castro a L'Avana, 1978

Nel 1977 scoppiò la guerra dell'Ogaden, causata dall'invasione somala della omonima regione etiope; nonostante che il presidente somalo Mohammed Siad Barre fosse un ex-alleato di Castro, egli lo aveva messo in guardia in vista di un possibile attacco. Cuba si schierò allora a fianco del presidente etiope Menghistu Hailé Mariàm, inviando delle truppe sotto il comando del generale Arnaldo Ochoa per aiutare l'esercito etiope sopraffatto. Dopo aver costretto i somali a indietreggiare, Menghistu ordinò al suo esercito di sopprimere il Fronte di Liberazione del Popolo Eritreo, un'azione non sostenuta da Fidel. Castro estese il suo supporto ai movimenti rivoluzionari latino-americani, in particolare (dal luglio 1979) al Fronte Sandinista di Liberazione Nazionale nel suo tentativo di rovesciare in Nicaragua il governo di Anastasio Somoza.
I critici anti-castristi accusarono il governo di sprecare troppe vite cubane in questi coinvolgimenti militari; lo Scaife Foundations, fondato dal Center for a Free Cuba, ha stimato che circa 14.000 soldati cubani abbiano perso la vita durante azioni militari all'estero. Nel 1979 si tenne a L'Avana l'annuale vertice del Movimento dei non allineati (NAM), durante il quale Castro venne nominato segretario generale, incarico che ricoprì fino al 1983. In veste di segretario generale della NAM e di Presidente del Consiglio di Cuba, partecipò nel mese di ottobre 1979 all'Assemblea generale delle Nazioni Unite, dove tenne un discorso sulle disparità nel mondo. Il suo discorso venne accolto con molti applausi da parte degli altri leader mondiali.
I rapporti cubani con il resto del continente americano migliorarono sotto la presidenza messicana di Luis Echeverría, del presidente statunitense Jimmy Carter e del primo ministro canadese Pierre Trudeau. Considerando Carter un uomo sincero e dalle buone intenzioni, Castro liberò alcuni prigionieri politici e permise ad alcuni esuli cubani di visitare i loro parenti nell'isola, sperando a sua volta che Carter abolisse l'embargo economico e fermasse il supporto della CIA ai dissidenti anti-castristi.

#### Reagan e Gorbačëv: 1980-1989
Dal 1980 l'economia cubana si ritrovò nuovamente in difficoltà, a seguito del calo del prezzo di mercato dello zucchero; nel 1979 la raccolta venne decimata.
In seguito, il governo cubano annunciò che chiunque avesse voluto lasciare il paese avrebbe potuto farlo partendo dal porto di Mariel; iniziò di lì a poco un imponente esodo navale. Quest'ultimo però iniziò ad avere risvolti politici negativi per Carter quando si scoprì che un'alta percentuale di esuli era stata rilasciata dalle prigioni e dagli ospedali psichiatrici cubani.
Nel 1980 Ronald Reagan vinse le elezioni presidenziali statunitensi e intraprese una dura linea anti-castrista. Nel 1981 Castro accusò gli Stati Uniti di guerra biologica contro Cuba.

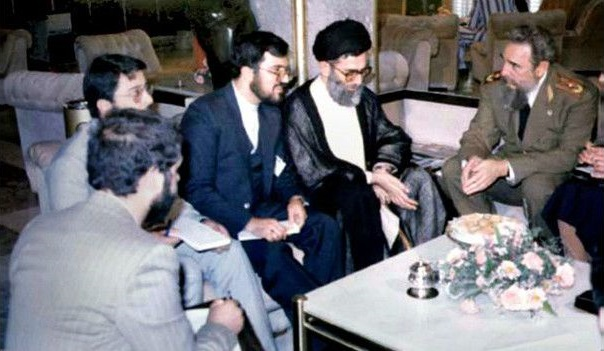
Ali Khamenei e Castro ad un convegno del Movimento dei paesi non allineati nello Zimbabwe (1986)

Pur disprezzando la giunta militare di destra dell'Argentina (molti militanti comunisti da essa perseguitati avevano trovato rifugio a Cuba), Castro sostenne gli argentini durante la guerra delle Falkland contro il Regno Unito, appoggiato a sua volta dal Cile di Pinochet (2 aprile - 14 giugno 1982). Fidel decise poi di appoggiare il New Jewel Movement (partito politico grenadino d'ispirazione marxista-leninista e indipendentista), inviando inoltre medici, insegnanti e tecnici per sostenere lo sviluppo del paese e stringendo amicizia con il presidente Maurice Bishop.
Quando Bishop venne ucciso in seguito a un colpo di Stato guidato da un membro interno del partito, il marxista Bernard Coard, nell'ottobre 1983, Castro continuò prudentemente a sostenere il governo di Grenada. Tuttavia gli Stati Uniti utilizzarono il colpo di Stato come giustificazione per l'invasione dell'isola. I soldati cubani presenti nel territorio morirono durante il conflitto; Castro si schierò contro l'invasione statunitense e paragonò gli USA alla Germania nazista. Temendo un'invasione targata USA del Nicaragua, inviò Arnaldo Ochoa a formare militarmente i sandinisti in azioni di guerriglia, ma ricevette poco sostegno dai sovietici.
Nel 1985 Gorbačëv divenne Segretario generale del PCUS. La sua politica riformista fece temere a molti ortodossi marxisti (tra cui Fidel) un indebolimento dello stato socialista e il permesso agli elementi capitalisti di riconquistare il controllo. Gorbačëv accettò le richieste statunitensi di ridurre il sostegno a Cuba; e le relazioni tra i due paesi socialisti si deteriorarono. Quando Gorbačëv visitò Cuba nell'aprile 1989, informò Castro che la perestrojka avrebbe dato fine alle sovvenzioni per Cuba. Ignorando le richieste di liberalizzazione in conformità all'esempio sovietico, Castro continuò a bloccare i dissidenti interni e in particolare a tenere sotto controllo i militari, la minaccia primaria per il governo. Numerosi ufficiali militari, tra i quali Ochoa e Tony de la Guardia, vennero indagati per corruzione e traffico di droga; in particolare gli ultimi due vennero giustiziati nel 1989, nonostante le richieste di clemenza. Su consiglio medico, nell'ottobre 1985, Castro smise di fumare sigari cubani, diventando un esempio da seguire per il resto del popolo cubano. Castro s'impegnò successivamente nella denuncia del problema del debito del terzo mondo, sostenendo che quest'ultimo non sarebbe mai sfuggito al debito che le banche e i governi del primo mondo gli impongono. Nel 1985 L'Avana ospitò cinque conferenze internazionali sul problema del debito mondiale.
Nel novembre 1987 Castro iniziò a interessarsi maggiormente alla guerra civile in Angola. Il presidente angolano José Eduardo dos Santos riuscì a farsi inviare altre truppe cubane; Castro ammise poi di aver dedicato maggiore tempo all'Angola che alla situazione nazionale, credendo che una vittoria nel territorio straniero avrebbe condotto alla fine dell'apartheid. Gorbačëv propose una negoziazione per porre fine al conflitto e nel 1988 organizzò un colloquio tra URSS, USA, Cuba e Sudafrica; venne deciso che tutte le truppe straniere si sarebbero dovute ritirare dall'Angola. Castro si adirò per l'approccio di Gorbačëv, credendo che stesse abbandonando la lotta dei poveri del mondo a favore della distensione politica. In Europa orientale tra il 1989 e il 1991 i governi socialisti caddero sotto il controllo di capitalisti riformisti e molti osservatori occidentali si aspettavano la stessa fine per Cuba. Più isolata, Cuba migliorò le relazioni con il governo di Manuel Noriega a Panama, nonostante l'odio personale di Castro verso Noriega. Nel dicembre 1989, però, con l'invasione statunitense, Noriega venne deposto. Nel febbraio 1990 gli alleati di Castro in Nicaragua, il presidente Daniel Ortega e i sandinisti, vennero sconfitti da Violeta Barrios de Chamorro, appartenente all'Unione Nazionale d'Opposizione), sostenuta dall'amministrazione Bush. Con il crollo del Blocco orientale, gli USA denunciarono le violazioni dei diritti umani a Cuba alla Commissione per i diritti umani di Ginevra. Cuba affermò che quella risoluzione rappresentava la manifestazione dell'egemonia statunitense e rifiutò di consentire a una delegazione investigativa di entrare nel paese.

#### 1990-2000

Al World Food Summit presso la FAO, a Roma, il 16 novembre 1996

Con la fine del favorevole commercio con il Blocco orientale, Castro dichiarò pubblicamente che Cuba stava entrando in un "periodo speciale nel tempo della pace". Le razioni di benzina vennero ridotte drasticamente, vennero importate biciclette cinesi per sostituire le automobili, mentre le fabbriche che producevano beni non essenziali vennero chiuse. I buoi cominciarono a sostituire i trattori, la legna da ardere cominciò ad essere utilizzata per la cottura e vennero introdotti tagli alla fornitutra di energia elettrica della durata giornaliera di 16 ore. Castro ammise che Cuba stava affrontando una situazione peggiore di una guerra aperta e che il paese avrebbe dovuto ricorrere all'agricoltura di sussistenza. Nel 1992 l'economia cubana era decresciuta in meno di due anni del 40%, con gravi carenze alimentari, malnutrizione diffusa e mancanza di beni di base.
Castro sperava nel restauro del marxismo-leninismo nell'URSS, ma si astenne dal sostenere il colpo di Stato del 1991. Quando Gorbačëv riconquistò il controllo, le relazioni tra Cuba e l'URSS si deteriorano ulteriormente e le truppe sovietiche si ritirarono nel settembre 1991. Il 26 dicembre 1991 cadde ufficialmente l'Unione Sovietica. Il primo presidente russo, Boris Nikolaevič El'cin, divenne ostile a Castro e sviluppò dei legami con la Fondazione Nazionale Cubano Americana. Castro cercò di migliorare i rapporti con le nazioni capitaliste. Accolse i politici e gli investitori occidentali a Cuba, strinse amicizia con Manuel Fraga e si interessò particolarmente delle politiche di Margaret Thatcher nel Regno Unito. Fidel cessò di sostenere i militanti stranieri, astenendosi dal lodare le FARC durante una visita in Colombia nel 1994 e chiedendo un accordo tra il governo messicano e l'Esercito Zapatista di Liberazione Nazionale nel 1995. Cominciò allora a presentarsi pubblicamente sulla scacchiera mondiale come un leader moderato.
Nel 1991 L'Avana ospitò gli XI Giochi panamericani; per fare ciò vennero costruiti uno stadio e degli alloggi per gli atleti. Castro ammise che accettare la proposta di ospitare i giochi fu un grave e costoso errore. Nonostante questo, i giochi rappresentarono un vero successo per il governo castrista. Le folle che si riunivano acclamavano regolarmente il nome del leader rivoluzionario di fronte ai giornalisti stranieri. Per la seconda volta dalla nascita dei giochi, nel medagliere finale gli Stati Uniti furono superati dalla nazione di casa, dopo che nella prima edizione era stata l'Argentina a sopravanzare gli statunitensi. Il sostegno a Castro rimase stabile, anche se ebbero luogo piccole dimostrazioni anti-governative; l'opposizione cubana respinse però le richieste della comunità in esilio di realizzare una rivolta armata. Nell'agosto del 1994 si verificò nella capitale cubana la più grave manifestazione anti-castrista: 200-300 giovani cominciarono infatti a gettare pietre verso la polizia. In risposta i manifestanti vennero fronteggiati da una grande folla pro-governativa. I manifestanti vennero dispersi e non si registrarono feriti. Temendo che i gruppi dissidenti di Miami invadessero l'isola, il governo cubano organizzò una strategia di difesa nota come "la guerra di tutta la gente", progettando una campagna di guerriglia diffusa; i disoccupati vennero impiegati in lavori di costruzione di una rete di bunker e tunnel in tutto il paese.

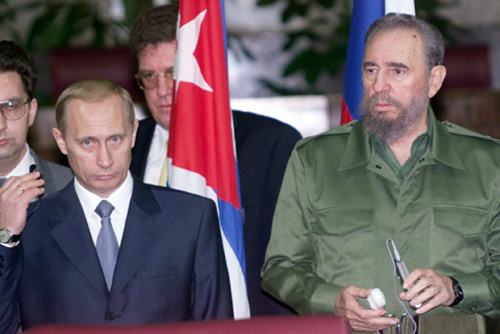
Il presidente russo Vladimir Putin incontra Castro, 14-17 dicembre 2000

Il governo castrista decise di diversificare l'economia dello stato in biotecnologie e turismo; quest'ultimo nel 1995 superò l'industria dello zucchero come principale fonte di reddito. L'arrivo di migliaia di turisti messicani e spagnoli portò a un numero crescente di cubane dedite alla prostituzione, ufficialmente illegale; Castro si astenne dall'utilizzare il pugno di ferro contro la prostituzione, temendo una dura opposizione politica. Le difficoltà economiche portarono molti cubani a rivolgersi verso la religione, in particolare alla Chiesa cattolica e alla Santeria. Nonostante avesse a lungo creduto che la religione fosse un concetto superato, Castro ammorbidì il suo approccio verso la Chiesa e le istituzioni religiose. Riconobbe il senso psicologico che avrebbe potuto portare il credo religioso e permise ai credenti di unirsi al Partito Comunista. Nonostante considerasse la Chiesa cattolica un'istituzione reazionaria e pro-capitalista, Castro decise di organizzare una visita a Cuba di Papa Giovanni Paolo II, che avvenne nel gennaio 1998.
Nei primi anni novanta Castro abbracciò l'ambientalismo, combattendo gli sprechi di risorse naturali e il riscaldamento globale e accusando gli USA di essere il principale inquinante del mondo. Le politiche ambientaliste del governo castrista furono molto efficaci: nel 2006 Cuba era l'unica nazione al mondo ad abbracciare la definizione del WWF di sviluppo sostenibile, con un'impronta ecologica inferiore agli 1,8 ettari per abitante e un indice di sviluppo umano nel 2007 dell'oltre 0,8. Contemporaneamente Castro divenne leader del movimento no-global, criticando l'egemonia globale statunitense e il controllo esercitato dalle multinazionali. Castro mantenne anche i suoi ideali anti-apartheid; durante le celebrazioni del 26 luglio 1991 Castro salì sul palco a fianco di Nelson Mandela. Mandela lodò il coinvolgimento cubano nella lotta contro il Sudafrica nel territorio angolano e ringraziò personalmente Castro. Fidel successivamente incontrò Mandela durante le celebrazioni per la vittoria nelle elezioni generali in Sudafrica del 1994. Nel 2001 partecipò alla "Conferenza contro il razzismo" in Sudafrica, dove si espresse nell'ambito della diffusione globale di stereotipi razziali attraverso i film statunitensi.

#### 2000-2006
Impantanata nei suoi problemi economici, Cuba assistette molto positivamente alla vittoria dell'anti-imperialista e socialista democratico Hugo Chávez alle elezioni presidenziali in Venezuela del 1998. Castro e Chávez strinsero una forte amicizia, con il primo che fungeva da guida e figura paterna al secondo; i due leader strinsero una solida alleanza che influenzò tutta l'America Latina. Nel 2000 firmarono un accordo attraverso il quale Cuba avrebbe inviato 20 000 medici in Venezuela, ricevendo in cambio 53 000 barili di petrolio al giorno con tariffe preferenziali; nel 2004 l'accordo venne rafforzato: i medici inviati in territorio venezuelano crebbero a 40 000 e i barili di petrolio giornalieri a 90 000. L'8 luglio 2004 venne avviata, con l'impulso dei governi di Cuba e Venezuela, la "Misión Milagro"".
L'alleanza tra i due paesi favorì l'economia dell'isola caraibica e nel maggio 2005 Castro raddoppiò il salario minimo per 1,6 milioni di lavoratori, aumentò le pensioni e fornì nuovi elettrodomestici da cucina ai residenti più poveri di Cuba. Rimanevano però alcuni problemi economici: nel 2004 Castro, per compensare una carenza di carburante, chiuse 118 fabbriche (tra cui industrie siderurgiche e zuccherifici). Il 14 dicembre 2004 Cuba e Venezuela fondarono l'Alleanza Bolivariana per le Americhe, un progetto di cooperazione politica, sociale ed economica tra i paesi dell'America Latina e i paesi caraibici. Cuba aprì successivamente ambasciate in tutti i paesi della Caribbean Community.
Nel 2004 i rapporti diplomatici tra il governo castrista e Panama vennero interrotti perché la presidente Mireya Moscoso (appartenente al Partito Panameñista) aveva graziato quattro esuli cubani accusati di aver tentato di assassinare Castro nel 2000. I legami diplomatici vennero poi ristabiliti nel 2005 con la salita al potere di Martín Torrijos. 
Castro espresse la sua solidarietà agli Stati Uniti dopo gli attacchi dell'11 settembre 2001, condannando Al Qaida e permettendo agli aerei statunitensi di atterrare negli aeroporti cubani in caso di necessità. Castro si rese conto che gli attacchi terroristici avrebbero reso più aggressiva la politica estera degli Stati Uniti. Criticò l'invasione dell'Iraq del 2003, affermando che la guerra guidata dagli Usa aveva imposto una "legge della giungla" internazionale. Nel 1998 il primo ministro canadese Jean Chrétien incontrò Castro a Cuba per evidenziare i loro stretti legami. Fu il primo capo del governo canadese a visitare l'isola da quando Pierre Trudeau aveva visitato L'Avana nel 1976. Nel 2002 l'ex presidente USA Jimmy Carter visitò Cuba, dove sottolineò la mancanza di libertà civili nel paese ed esortò il governo a prestare attenzione al Progetto Varela di Oswaldo Payá.

### Ultimi anni

#### 2006-2008
Nel 2006 Castro venne sottoposto a un intervento chirurgico intestinale e il 31 luglio 2006 delegò le sue funzioni presidenziali al fratello Raúl. Nel febbraio 2007 Raúl annunciò che la salute di Fidel stava migliorando e che stava prendendo parte a importanti riunioni governative. Nello stesso mese Fidel prese parte allo show radiofonico di Hugo Chávez, Aló Presidente. Il 21 aprile Castro incontrò Wu Guanzheng, appartenente al Comitato permanente dell'ufficio politico del Partito Comunista Cinese. Il 15 e 16 settembre il Movimento dei paesi non allineati tenne il suo 14º vertice a L'Avana, dove Fidel venne nominato segretario generale.
In una lettera del febbraio 2008 Castro annunciò di non voler accettare i ruoli di Presidente del Consiglio di Stato e di Comandante in Capo che gli sarebbero stati proposti durante l'Assemblea Nazionale di quel mese, affermando: "Sarebbe tradita la mia coscienza se assumessi una responsabilità che richiede mobilità e devozione totale, che non sono in condizioni fisiche da offrire". Il 24 febbraio 2008 l'Assemblea nazionale del potere popolare votò all'unanimità Raúl come presidente. Descrivendo il fratello come "non sostituibile", Raúl propose che Fidel continuasse ad essere consultato sulle questioni di maggiore importanza, una mozione approvata all'unanimità dai 597 membri dell'Assemblea Nazionale.

#### 2008-2016

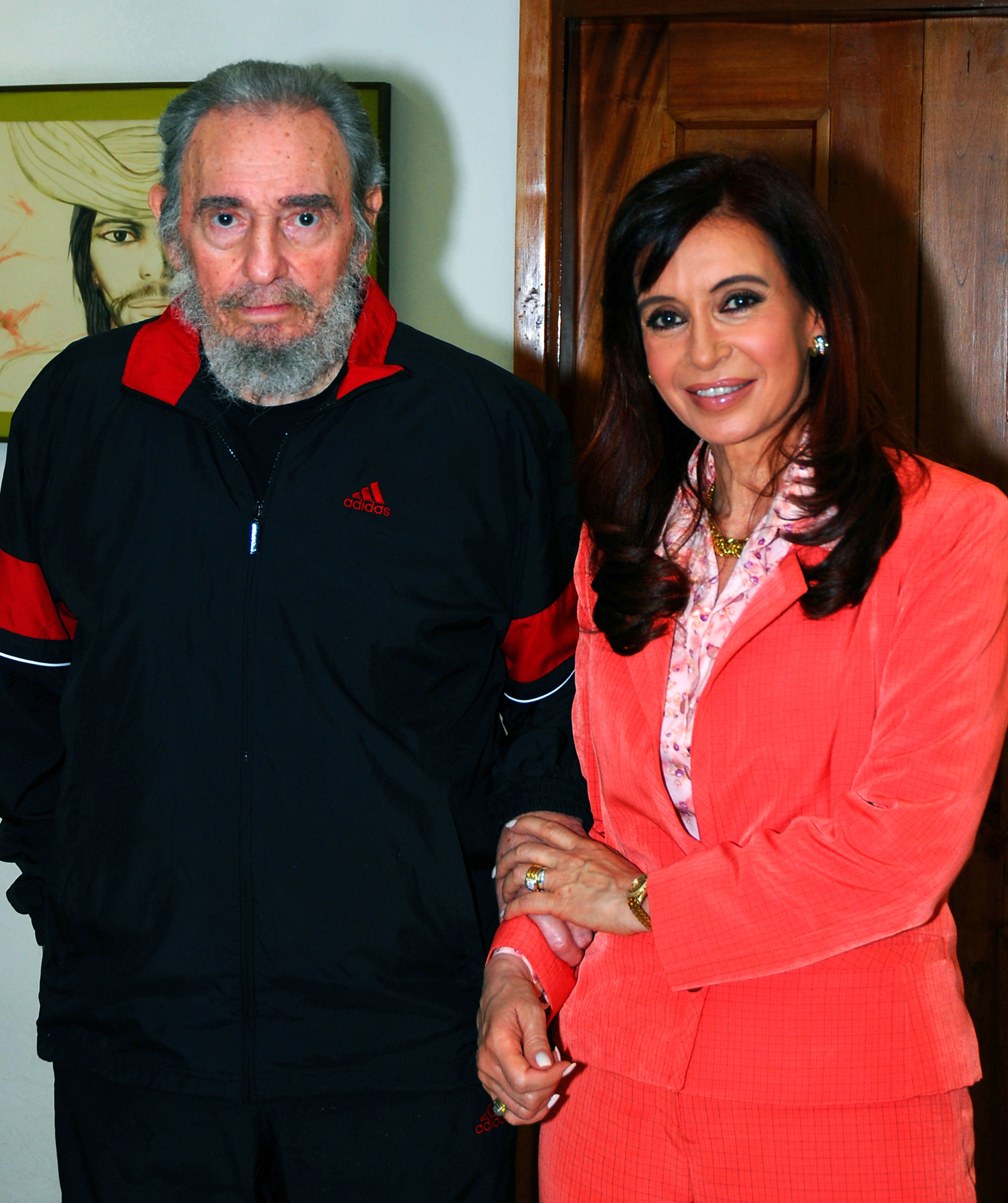
Fidel Castro e la presidente argentina Cristina Fernández de Kirchner il 21 gennaio 2009

Il 19 aprile 2011, in occasione del VI Congresso nazionale del Partito Comunista di Cuba, Fidel Castro si dimise anche dalla carica di Primo Segretario del partito, l'ultima che deteneva ufficialmente. Nel marzo 2011 Castro aveva condannato l'intervento militare della NATO in Libia.

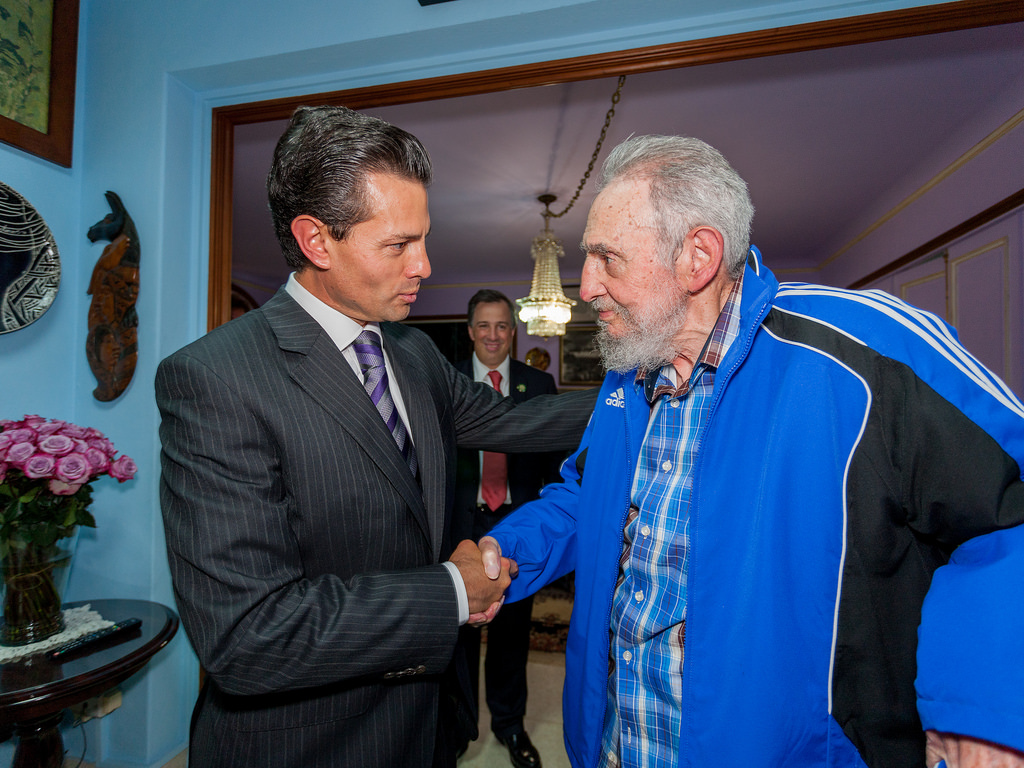
Il presidente messicano Enrique Peña Nieto e Fidel Castro il 29 gennaio 2014

Il 29 marzo 2012, durante la visita a Cuba di Papa Benedetto XVI, Fidel Castro ebbe un colloquio di circa trenta minuti con il pontefice, definito da entrambi molto cordiale, nel quale Castro, pur mostrando alcune difficoltà motorie dovute alla malattia e all'età avanzata, si dimostrò ancora perfettamente lucido e cosciente, anche a dispetto delle voci circolate pochi giorni prima riguardo alla sua presunta morte. Si vociferò che, durante l'incontro, Castro avrebbe confidato al pontefice la sua conversione al cattolicesimo, ma la notizia non trovò conferme ed è rimasta un'indiscrezione. Dopo molto tempo lontano dalla scena pubblica, Castro, assieme al fratello Raúl, incontrò il politico venezuelano Diosdado Cabello all'Avana l'8 giugno 2013. Un'altra uscita pubblica avvenne il 9 gennaio 2014, per l'inaugurazione all'Avana di uno spazio culturale.
Nel gennaio 2015 Fidel Castro commentò in una lettera agli studenti la ripresa delle relazioni diplomatiche con Washington promossa dal fratello Raúl, affermando che, pur trattandosi di una mossa positiva per stabilire la pace regionale, diffidava del governo USA. Non incontrò Barack Obama durante la sua visita a Cuba nel marzo 2016 – la prima di un presidente statunitense in 88 anni – ma gli dedicò un editoriale, intitolato ironicamente Fratello Obama, in cui dichiarò: "Non abbiamo bisogno di regali dall'impero".
Il 20 settembre 2015 Fidel Castro incontrò Papa Francesco nella propria residenza dell'Avana, durante la visita del pontefice argentino nell'isola. Il colloquio, avvenuto in lingua spagnola e durato circa quaranta minuti, fu incentrato sulla fede e sul futuro degli equilibri mondiali e si concluse con un reciproco scambio di doni in un clima cordiale e informale, quando il papa prese la mano di Castro e gli chiese di dedicargli un Padre nostro.
Il 19 aprile 2016 Castro intervenne a sorpresa nel corso della cerimonia di chiusura del VII Congresso nazionale del Partito Comunista di Cuba pronunciando quello che si rivelerà essere il suo ultimo discorso ufficiale, una sorta di commiato e di testamento politico, in cui osservò che, data l'età avanzata, quella era probabilmente "l'ultima volta" che prendeva la parola nell'assemblea, invitando gli astanti a mantenere vivi i propri ideali comunisti.

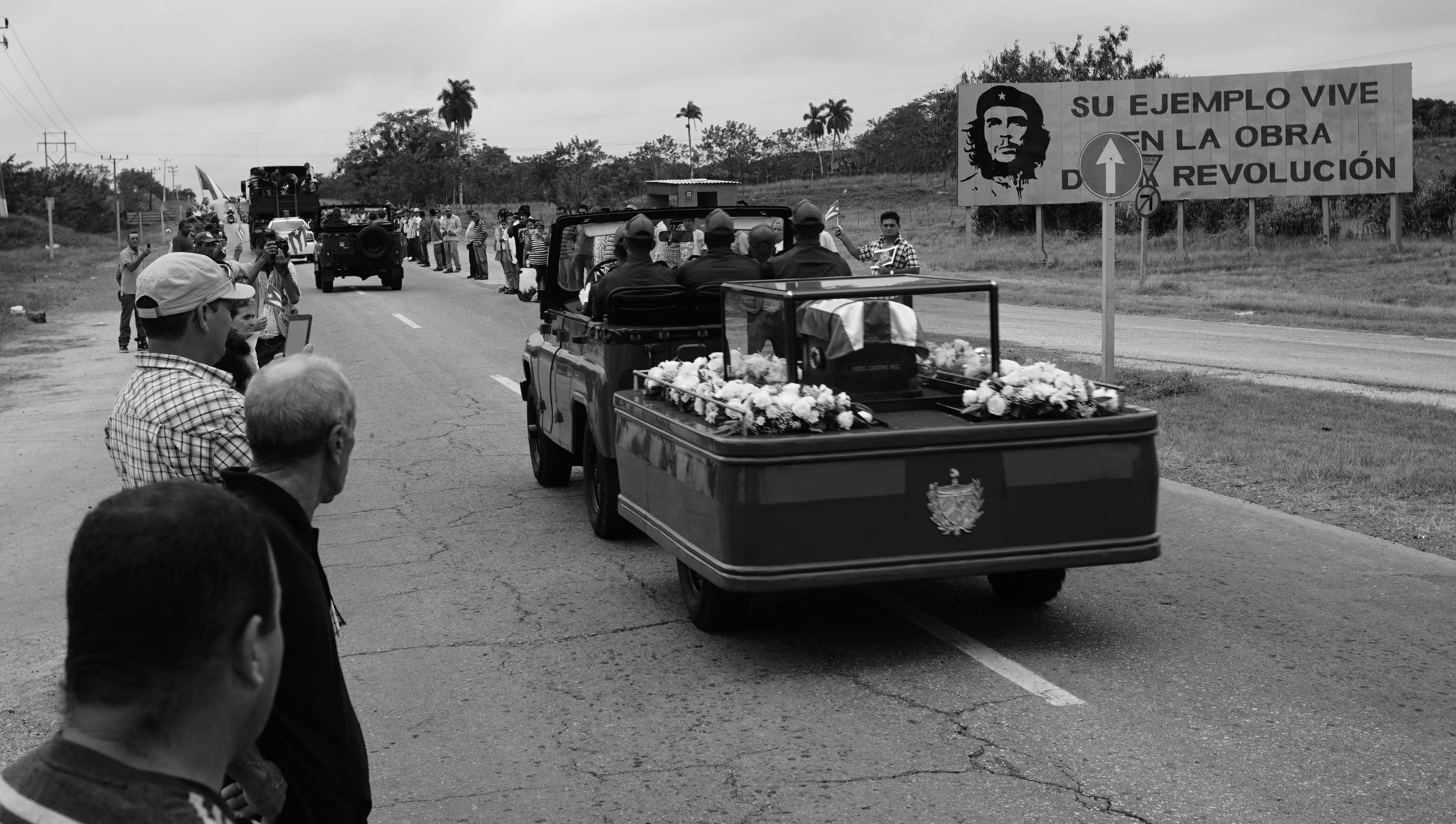
Il corteo funebre di Fidel Castro attraversa la provincia di Sancti Spíritus

L'ultima apparizione in pubblico avvenne il 13 agosto, durante la celebrazione del suo novantesimo compleanno al teatro Karl Marx dell'Avana.

#### Morte
Fidel Castro morì nella capitale cubana alle ore 22.29 del 25 novembre 2016, esattamente 60 anni dopo il salpamento del Granma; a darne l'annuncio alla televisione di Stato fu il fratello Raúl. La causa della morte non è stata rivelata. Nel rispetto della volontà del defunto, il corpo è stato cremato nelle ore successive.
Durante i nove giorni di lutto nazionale, il corteo funebre ha percorso al contrario il medesimo viaggio di 900 km fatto da Castro e dai rivoluzionari nel gennaio 1959, trasportandone l'urna cineraria dall'Avana a Santiago di Cuba, dove è stata sepolta. Le varie tappe del tragitto hanno visto la folla accoglierlo con commozione, ammassata lungo le strade per assistere al corteo.

## Ideologia politica

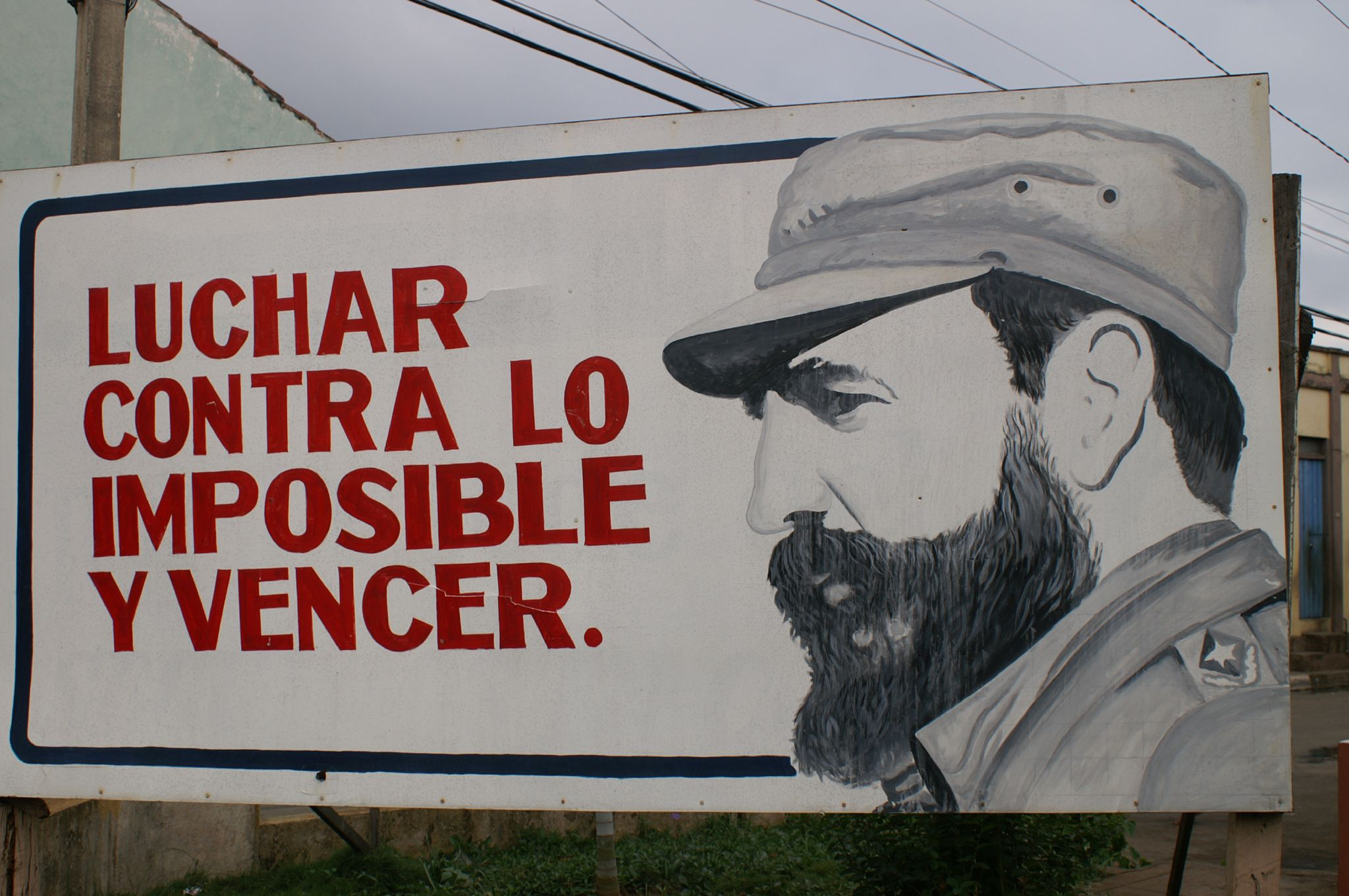
Poster propagandistico cubano: "Combattere contro l'impossibile e vincere"

Castro inizialmente si proclamò "un socialista, un marxista e un leninista", mentre dal dicembre 1961 cominciò a definirsi marxista-leninista. Da marxista, Castro cercò di trasformare Cuba da uno stato capitalista dominato dall'imperialismo straniero in una società socialista e, infine, in una società comunista. Influenzato da Guevara, egli suggerì che Cuba potesse eludere la maggior parte delle fasi del socialismo e progredire direttamente al comunismo.
La Rivoluzione cubana tuttavia non incontrò l'assioma marxista consistente nel raggiungere il socialismo attraverso la rivoluzione del proletariato: i principali membri delle forze rivoluzionarie impegnate a rovesciare Batista appartenevano infatti alla classe media cubana. Castro dichiarò anche: "Noi non siamo solo marxisti-leninisti, ma anche nazionalisti e patrioti". Fidel descrisse Karl Marx e il nazionalista cubano José Martí come sue principali figure che hanno influenzato la sua ideologia; secondo lo storico e giornalista Richard Gott la politica castrista fu maggiormente influenzata da Martí che da Marx. Castro descrisse le idee politiche di Martí come "una filosofia dell'indipendenza e una eccezionale filosofia umanistica", e i suoi sostenitori e apologisti affermarono ripetutamente che esistevano grandi analogie tra le due figure.
Il biografo Volka Skierka descrisse il governo castrista come un sistema altamente individuale socialista e nazionalista. Secondo Theodore Draper l'ideologia di Castro è il "Castroism" (traducibile in "castrismo"), ovvero una miscela del socialismo europeo con la tradizione rivoluzionaria latinoamericana. Secondo invece lo studioso di scienza politica Paul C. Sondrol la politica di Castro poteva essere definita come "utopista e totalitaria". Lo stile della leadership da lui esercitata richiamava (sempre secondo Sondrol) il più ampio fenomeno latinoamericano del caudillo.

## Profilo personale

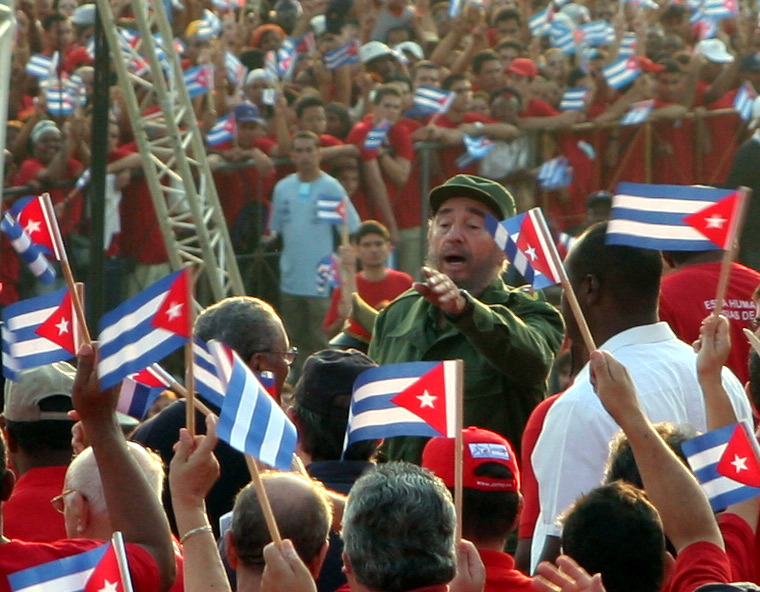
Fidel Castro tra la folla nel 2005

Il biografo Leycester Coltman descrisse Castro come "fortemente fedele e dedito al suo lavoro, generoso e magnanimo", ma che poteva anche essere "vendicativo e inflessibile". Affermò che Castro "avesse sempre avuto un forte senso dell'umorismo e di autoironia" ma che poteva essere allo stesso tempo "un pessimo perdente" e che, in caso pensasse di venire umiliato, capace di agire con "rabbia feroce". Secondo Peter Bourne, da giovane Fidel era intollerante verso le persone che non la pensavano come lui. Balfour affermò che Castro possedesse una "voracità per la conoscenza" e una "memoria elefantina", che gli permettevano di parlare per ore su diversi temi. Castro era anche noto per il tantissimo tempo occupato a lavorare; spesso si coricava alle 3 o alle 4 del mattino.
Preferiva incontrare i diplomatici stranieri verso le prime ore del mattino, credendo che la stanchezza dell'interlocutore avrebbe giovato agli accordi.
Castro affermò che Ernest Hemingway fosse il suo scrittore preferito, che gli piaceva leggere e che non era interessato alla musica. Appassionato sportivo, trascorse anche gran parte del suo tempo libero cercando di mantenersi in forma, intraprendendo un regolare esercizio fisico. Altro suo interesse era la gastronomia (in particolare amava il vino e il whisky); spesso vagava nella sua cucina per discutere con gli chef. La passione per le armi caratterizzò tutta la sua vita. Preferiva la campagna alla città.
Fidel aveva instaurato un rapporto molto stretto con Guevara fin dal loro incontro in Messico; l'amicizia cominciò però ad affievolirsi dopo la rivoluzione. In particolare Guevara considerava l'URSS una forza imperialista pari a quella statunitense, non sopportava il fatto che Cuba stesse entrando gradualmente nell'orbita dei paesi socialisti ed era filo-cinese. Progressivamente il Che cominciò ad allontanarsi dal gruppo dirigente cubano, e nel 1965 abbandonò l'isola.
Mentre diverse fonti affermano che Castro non si fosse arricchito, che vivesse una vita più modesta rispetto alla maggior parte dei presidenti dell'America Latina, la sua ex guardia del corpo Juan Reinaldo Sánchez sostenne che Castro vivesse nel lusso, con diverse case e yacht che aveva nascosto alla popolazione cubana. Nel 2006 Forbes stimò il patrimonio netto di Castro in 900 milioni di dollari. Secondo il quotidiano spagnolo El País, la casa di Fidel Castro "è comoda e funzionale, ma non lussuosa".

### Famiglia

Albero genealogico completo di Castro

Molti dettagli sulla vita privata di Castro, in particolare riguardo ai suoi familiari, sono scarsi, dato che tali informazioni vengono censurate dai media statali. Il biografo e storico Robert E. Quirk osservò che per tutta la sua vita il Líder Máximo fu
"incapace di formare una relazione sentimentale duratura con qualsiasi donna". La prima moglie di Castro fu Mirta Diaz-Balart, che sposò nell'ottobre del 1948, da cui ebbe un figlio, Fidel Ángel "Fidelito" Castro Díaz-Balart, nato nel settembre 1949 e morto suicida nel febbraio 2018. Mentre Fidel era sposato con Mirta, ebbe una relazione con Natalia "Naty" Revuelta Clews dalla quale nacque Alina Fernández Revuelta. Da Maria Laborde Fidel ebbe un altro figlio, Jorge Ángel Castro.
Fidel ebbe un'altra figlia, Francisca Pupo (nata nel 1953), frutto di una storia di una notte. La Pupo e suo marito vivono attualmente a Miami. I rapporti sentimentali tra Castro e una donna duravano spesso solo per una notte. Fidel ebbe altri cinque figli dalla sua seconda moglie, Dalia Soto del Valle: Antonio, Alejandro, Alexis, Alexander "Alex" e Ángel Castro Soto del Valle. Sua sorella Juanita Castro ha vissuto negli Stati Uniti fin dagli inizi degli anni '60 ed è contro il regime cubano instaurato da suo fratello Fidel. Mentre era al potere, i due amici di sesso maschile più stretti erano 
l'ex sindaco di L'Avana Pepín Naranjo e il suo medico personale René Vallejo. Castro ebbe anche una profonda amicizia con la rivoluzionaria Celia Sánchez, che lo accompagnava quasi ovunque nel corso degli anni '60. Castro era anche un buon amico del romanziere colombiano Gabriel García Márquez.
In seguito alla nascita della sua amicizia con il leader venezuelano Hugo Chávez, socialista cristiano di forte fede cattolica, Castro dichiarerà di essere "cristiano nel sociale". Inoltre nel 2016 riceverà la visita di papa Francesco, che al momento della morte del lider maximo si dichiarerà "addolorato".
Inoltre, s’è spesso parlato, nei suoi ultimi anni di vita, di una possibile conversione al cristianesimo, ma ciò non ha trovato nessuna conferma.

## Critica
Uno dei leader politici più controversi della sua epoca, Castro riuscì durante la sua vita a ispirare ma allo stesso tempo a rendere sgomenta la popolazione mondiale. The Observer osservò che la sua morte divise tanto quanto la sua vita, e che l'unica cosa su cui i suoi "nemici e ammiratori" erano d'accordo era che fosse una "figura straordinaria", che trasformò una piccola isola caraibica in una grande forza nello scacchiere mondiale. The Daily Telegraph notò che Fidel venne sia lodato in tutto il mondo come "un coraggioso campione del mondo", sia deriso come "un dittatore assetato di potere". Sotto la leadership castrista Cuba divenne una delle società più istruite e più sane del terzo mondo, e uno dei paesi più militarizzati dell'America Latina. Nonostante le dimensioni ridotte e il peso economico limitato, la Cuba di Castro si guadagnò un ruolo importante nel palcoscenico mondiale. Sull'isola, la legittimità del governo di Castro si basava sui miglioramenti che portò alla giustizia sociale, alla sanità e all'istruzione.
L'amministrazione castrista si affidò fortemente anche al sentimento nazionalista, in particolare alla grande ostilità verso il governo USA. Secondo Balfour, la popolarità nazionale di Castro nasce dal fatto che egli simboleggiò per gran parte della popolazione "una speranza di lunga clausura della liberazione nazionale e della giustizia sociale". Balfour notò anche come in America Latina Castro fosse "un simbolo di sfida contro il continuo imperialismo economico e culturale degli Stati Uniti". Wayne S. Smith osservò come l'opposizione di Castro al dominio statunitense e la trasformazione di Cuba in una grande figura politica mondiale portò a ricevere "caldi applausi" in tutto l'Emisfero occidentale.
Vari governi occidentali e organizzazioni per i diritti umani criticarono comunque pesantemente Castro, insultato pesantemente soprattutto negli USA. Dopo la morte di Castro, il presidente eletto Donald Trump lo definì un "dittatore brutale", mentre Marco Rubio lo definì "un dittatore malvagio" che trasformò Cuba in "una prigione impoverita". Castro ricevette un gran numero di premi e di riconoscimenti da parte di governi stranieri; inoltre la rivoluzione cubana è stata fonte d'ispirazione per Ahmed Ben Bella, e Nelson Mandela.
In seguito alla morte di Castro, il governo cubano annunciò che avrebbe approvato una legge che vietasse la denominazione di "istituzioni, strade, parchi o altri luoghi pubblici, o l'erezione di busti, statue o altre forme di omaggio" in onore del leader cubano, in linea con i suoi desideri di impedire che un culto della personalità si sviluppi intorno a lui.

### Diritti umani

#### Diritti umani e omofobia

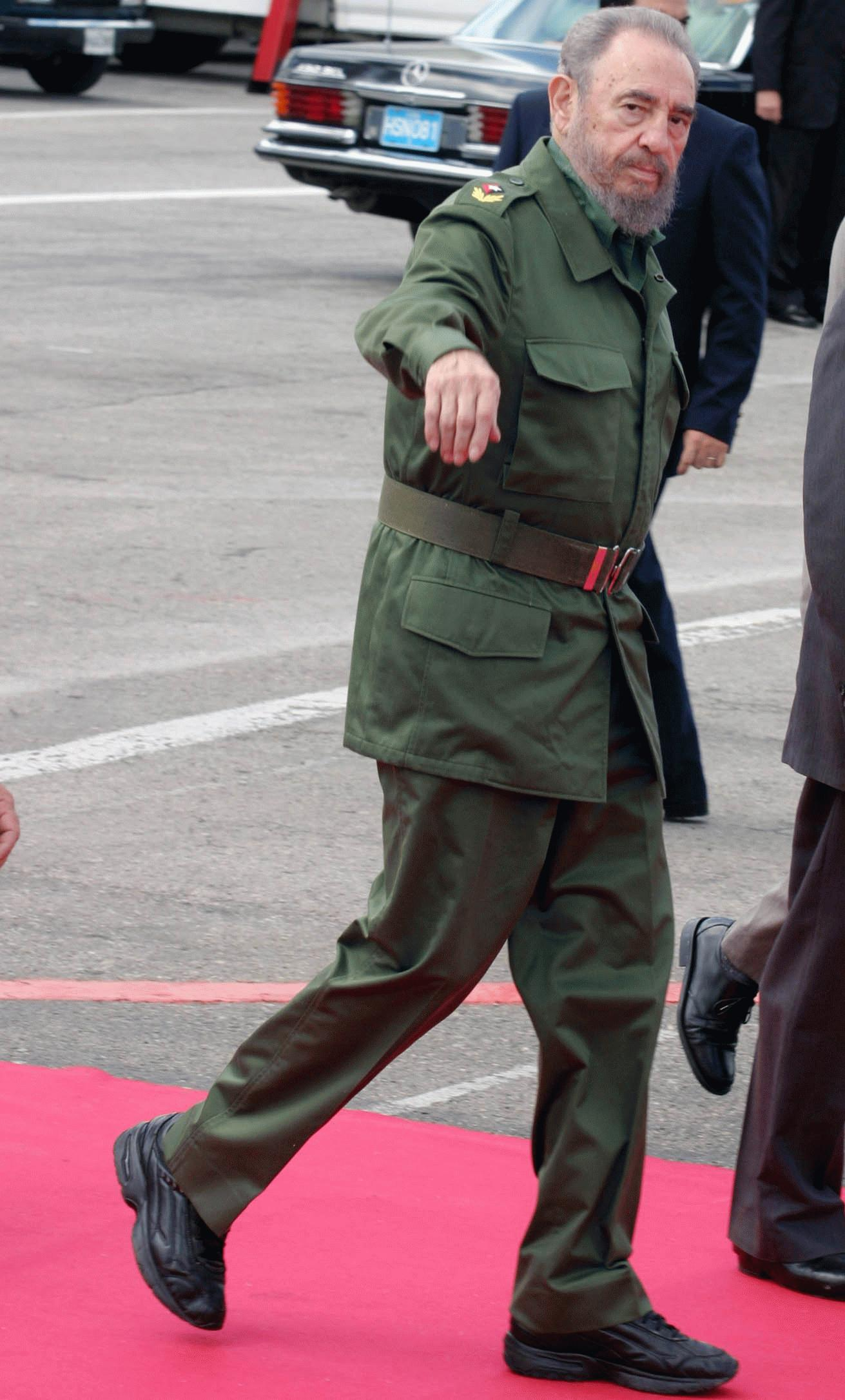
Fidel Castro durante una cerimonia ufficiale il 26 settembre 2003

Dagli anni sessanta agli anni ottanta il regime castrista ha adottato forme di persecuzione nei confronti degli omosessuali. Considerati "controrivoluzionari", molti di loro sono stati rinchiusi nei campi di lavoro forzati UMAP (Unidades Militares de Ayuda a la Producción) a causa del loro orientamento sessuale. Nell'ideologia castrista i maricones ("finocchi") erano infatti considerati espressione dei valori decadenti della società borghese:
Nel marzo del 1965, durante un'intervista, Giangiacomo Feltrinelli chiese a Castro come mai gli omosessuali venissero perseguitati. Il Lìder Maximo, sostenendo di non avere personalmente niente contro gli omosessuali, accennò a proteste in varie scuole da parte dei genitori, da comprendere in quanto "l'idea di mandare un figlio a scuola e vederselo tornare frocio non garberebbe a nessuno". In un'intervista del 31 agosto 2010, Fidel Castro pronuncerà un mea culpa e ammetterà gli errori commessi in quegli anni.
Nel frattempo i rapporti tra regime e omosessuali erano completamente cambiati: dal 1992 era diventato legale allacciare relazioni omosessuali tra maggiorenni. Nel 2003 Carlos Sanchez, dell'Associazione Internazionale dei Gay e delle Lesbiche, ha presentato un rapporto in cui dichiara che non esiste più una legislazione punitiva verso gli omosessuali e da parte dei cubani esiste un alto livello di tolleranza, anche se non tutti sono d'accordo. Esistono anche programmi culturali per la lotta all'omofobia. Dal 2005, inoltre, gli interventi chirurgici di cambiamento di sesso sono gratuiti e regolati dalla legge.
La nipote di Fidel, Mariela Castro, guida il Centro Nacional de Educación Sexual, un ente che, con il sostegno del governo, si occupa di educazione sessuale e conduce campagne a favore dei diritti delle persone omosessuali. Secondo Mariela, suo padre Raúl (succeduto a Fidel alla guida di Cuba) ha espresso opinione favorevole all'introduzione del matrimonio tra persone dello stesso sesso, poi permesso con l’arrivo del nuovo capo di governo Miguel Díaz-Canel. CUBA Freedom House ha calcolato che dal 1959 ci siano stati quasi 10.000 morti a causa di esecuzioni sommarie, persone perite in carcere o scomparse in omicidi misteriosi.

## Opere
- La rivoluzione cubana, Roma, Editori Riuniti, 1961.
- Rivoluzione e pace mondiale, Roma, Samona e Savelli, 1963.
- Per i comunisti dell'America Latina: o la rivoluzione o la fine!, Milano, Feltrinelli, 1967.
- Che Guevara, esempio di internazionalismo proletario, Milano, Libreria Feltrinelli, 1967.
- Orazione funebre per Ernesto Che Guevara, Milano, Feltrinelli, 1967.
- Le radici storiche della rivoluzione cubana, con altri, Firenze, La nuova Italia, 1968.
- Cultura e rivoluzione. Discorso di chiusura al Congresso Culturale dell'Avana, Milano, Feltrinelli, 1968.
- Difficoltà e prospettive della costruzione socialista, Milano, Libreria Feltrinelli, 1968.
- Dichiarazione di Fidel Castro sulla Cecoslovacchia. La UJC appoggia la dichiarazione di Fidel, Milano, Libreria Feltrinelli, 1968.
- Cuba 1969: anno dello sforzo decisivo, Milano, Jaca book, 1969.
- Rivoluzione nell'università, Milano, Feltrinelli, 1969.
- Socialismo e comunismo. Un processo unico, Milano, Feltrinelli, 1969.
- Nel centenario di Lenin, Milano, Edizioni della libreria, 1970.
- L'autocritica di Fidel Castro, S. l., Zephyr, 1971.
- Cuba dopo l'autocritica. Il potere del popolo, questo è il vero potere, Milano, Feltrinelli, 1971.
- Lo spirito del popolo. Castro parla alle masse di Cuba, Milano, Jaca book, 1971.
- La rivoluzione e l'America latina, Roma, Editori Riuniti, 1971.
- Cuba e il socialismo. Rapporto e conclusioni al primo congresso del Partito comunista di Cuba, Roma, Editori Riuniti, 1976.
- La storia mi assolverà, Rimini-Firenze, Guaraldi, 1976.
- Imperialismo e sottosviluppo, Varese, Aurora, 1982. ISBN 88-85039-07-3.
- La mia fede. Cristianesimo e rivoluzione in un'intervista con Frei Betto, Cinisello Balsamo, Paoline, 1986. ISBN 88-215-1085-9.
- L'ideale del socialismo e del comunismo sarà mantenuto e difeso a qualunque costo, Milano, a cura del Gruppo di ricerca sui problemi del sud del mondo, 1990.
- L'isola che non c'è. Presente e futuro di Cuba, Roma, Edizioni associate, 1992. ISBN 88-267-0143-1.
- Un chicco di mais, Sesto San Giovanni, Il papiro, 1994.
- Guevara, Roma, Avvenimenti-Liberazione, 1995.
- Messaggio alla Conferenza delle Nazioni Unite su ambiente e sviluppo. Rio de Janeiro, giugno 1992, Napoli, Laboratorio politico, 1995.
- Queremos, Palermo, Edizioni della Battaglia, 1995.
- Ernesto Che Guevara raccontato da Fidel Castro, Roma, Grandi Tascabili Economici Newton, 1997. ISBN 88-8183-797-8.
- La WTO, la Cina e il Terzo Mondo, Napoli, La città del sole, 2000. ISBN 88-8292-058-5.
- Prima della rivoluzione. Memorie di un giovane lider, Roma, Minimum fax, 2006. ISBN 88-7521-085-3.
- Io e il Che. Un'amicizia che ha cambiato il mondo, Milano, Oscar Mondadori, 2007. ISBN 978-88-04-57250-3.
- Crisi di civiltà e agonia del capitalismo. Dialoghi con Fidel Castro, di Atilio A. Boron, Roma, Natura avventura, 2012. ISBN 978-88-95009-10-0.
- L'inverno nucleare. Riflessioni sui rischi di una guerra atomica, Milano, Nemesis, 2012. ISBN 978-88-97105-03-9.
- Obama e l'impero, Roma, Atmosphere, 2012. ISBN 978-88-6564-042-5.
- Il libretto rosso di Cuba. Il Lider maximo spiega la giustizia sociale e difende la causa della rivoluzione, Roma, Red star press, 2013. ISBN 978-88-6718-008-0.
- La rivoluzione cubana. Le origini del socialismo latinoamericano, Milano, Pgreco, 2015. ISBN 978-88-6802-102-3.

## Filmografia
Nel 2003 Fidel Castro appare nelle pellicole Comandante e Looking for Fidel di Oliver Stone, entrambi documentari che si sviluppano come lunghe interviste del regista statunitense al Lider maximo.
Nel 2006 partecipa inoltre, nei panni di se stesso, alle riprese della pellicola spagnola La sottile linea della verità, diretta dal regista italiano Angelo Rizzo e presentata al Festival di Berlino nel 2008.

## Onorificenze
Nel corso della sua vita, Fidel Castro ha ricevuto diverse onorificenze.